# المتحف الوطني للأنثروبولوجيا (المكسيك)
المتحف الوطني للأنثروبولوجيا (بالإسبانية: Museo Nacional de Antropología, MNA)‏ هو متحف وطني في المكسيك وهو المتحف الأكثر زيارة في المكسيك. يقع في المنطقة الواقعة بين شارع باسيو دو لا ريفورما وشارع المهاتما غاندي ضمن حديقة تشابولتيبيك في مكسيكو سيتي، ويحتوي المتحف على قطع أثرية وأنثروبولوجية مهمة جدا من العصر القبل كولومبي في المكسيك مثل حجر تقويم الأزتيك والذي يسمى أيضا بحجر الشمس وتمثال هوجيبيلي من القرن ال16.

## العمارة

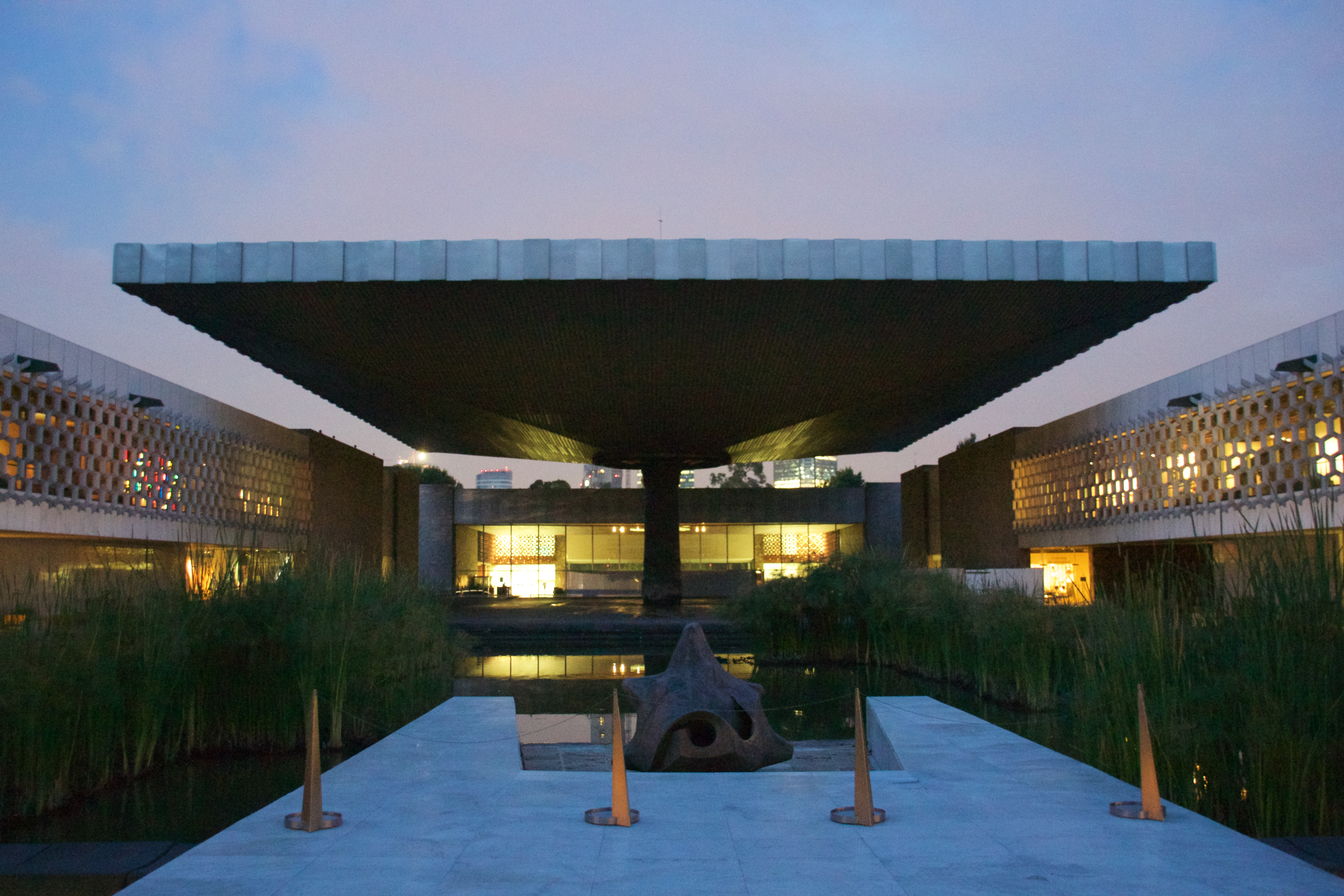
ساحة المظلة في مركز المتحف

صمم المتحف في عام 1964 من قبل بيدرو راميريز فاسكيز، خورخي كامبوزانو ورافائيل ميهاريز، حيث يتميز المتحف بهندسة معمارية رائعة وقاعات معارض محيطة بفناء المتحف مع بركة ضخمة ومظلة واسعة مدعومة بدعامة نحيلة واحدة، كثير من المعروضات يتم عرضها في الهواء الطلق. كما يحتوي المتحف على 23 غرفة للعرض وتغطي مساحة قدرها 79,700 متر مربع (حوالي 8 هكتارات) أو 857.890 قدم مربع (حوالي 20 فدانا).

## معرض الصور

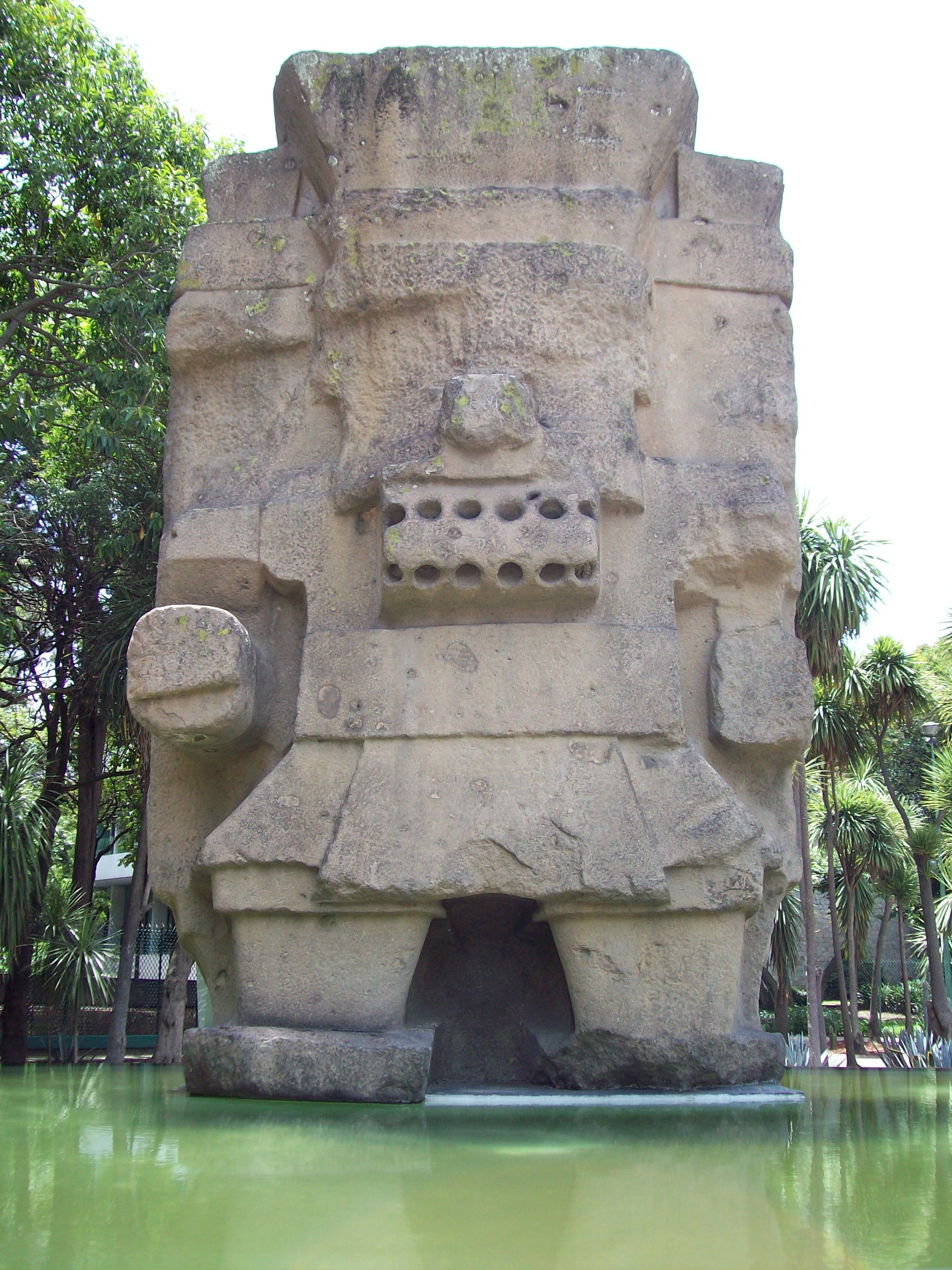
النحت متآلف من تلالوك
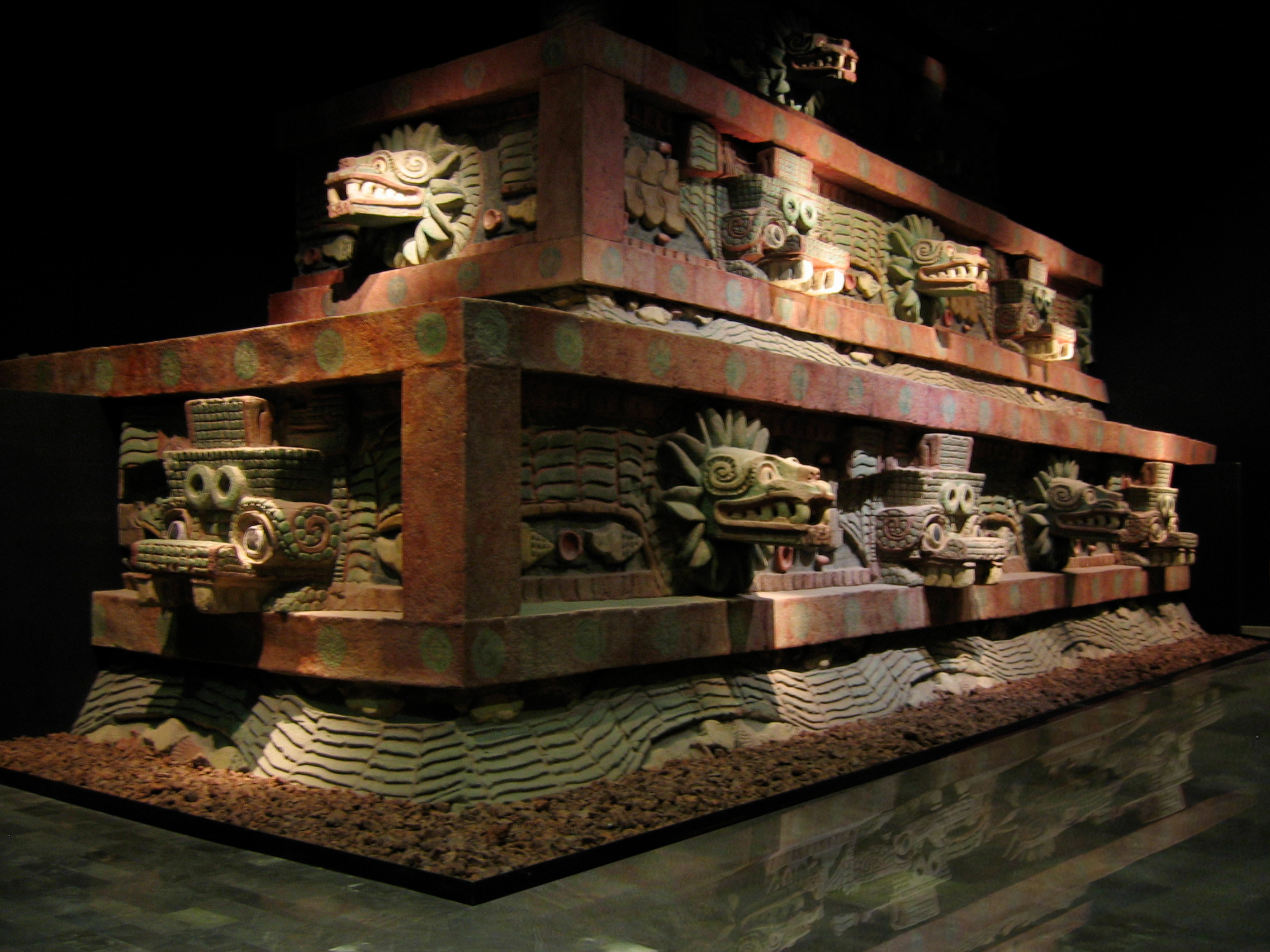
استنساخ معبد الثعبان الريش في تيوتيهواكان
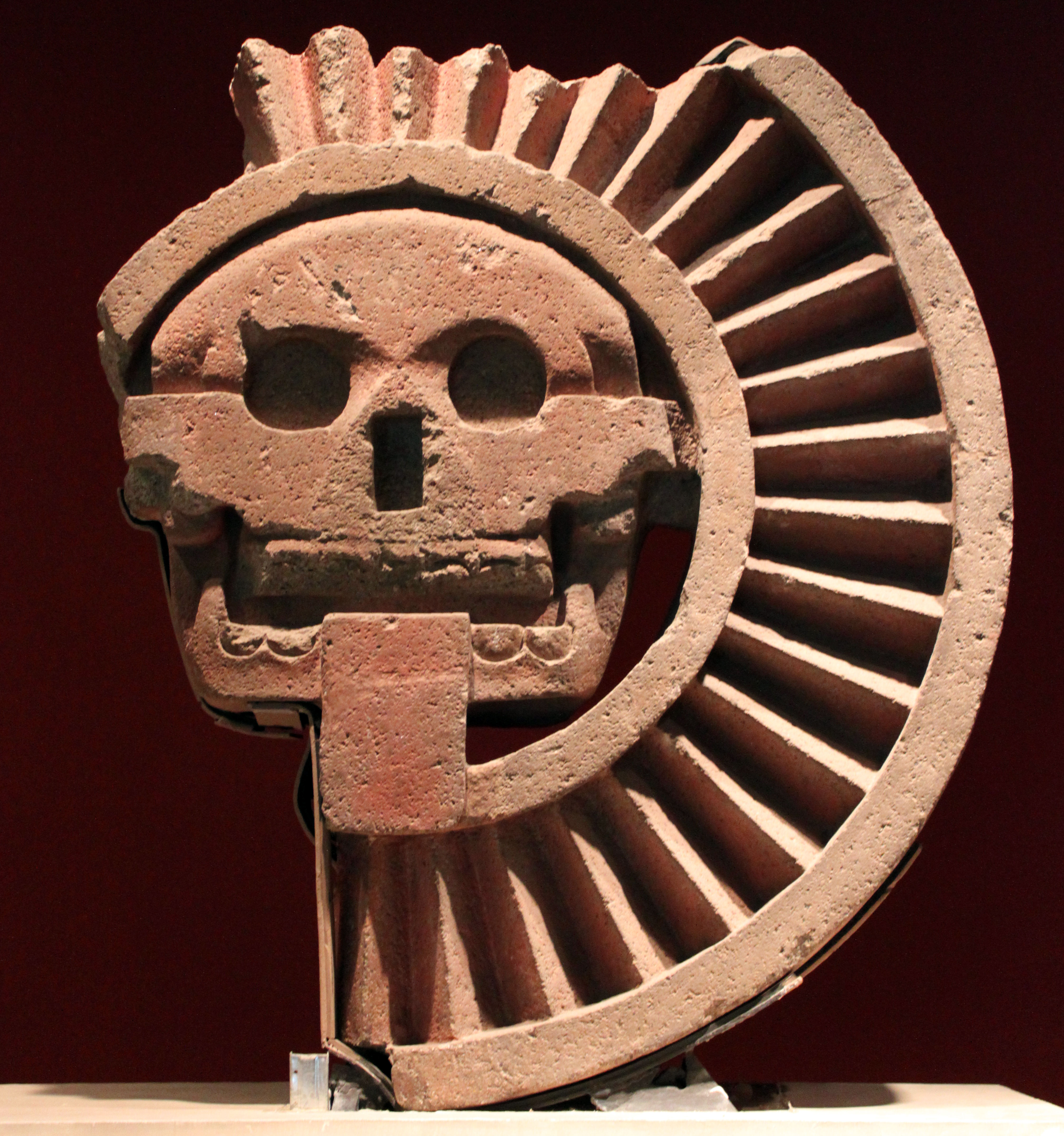
قرص من Mictlantecuhtli
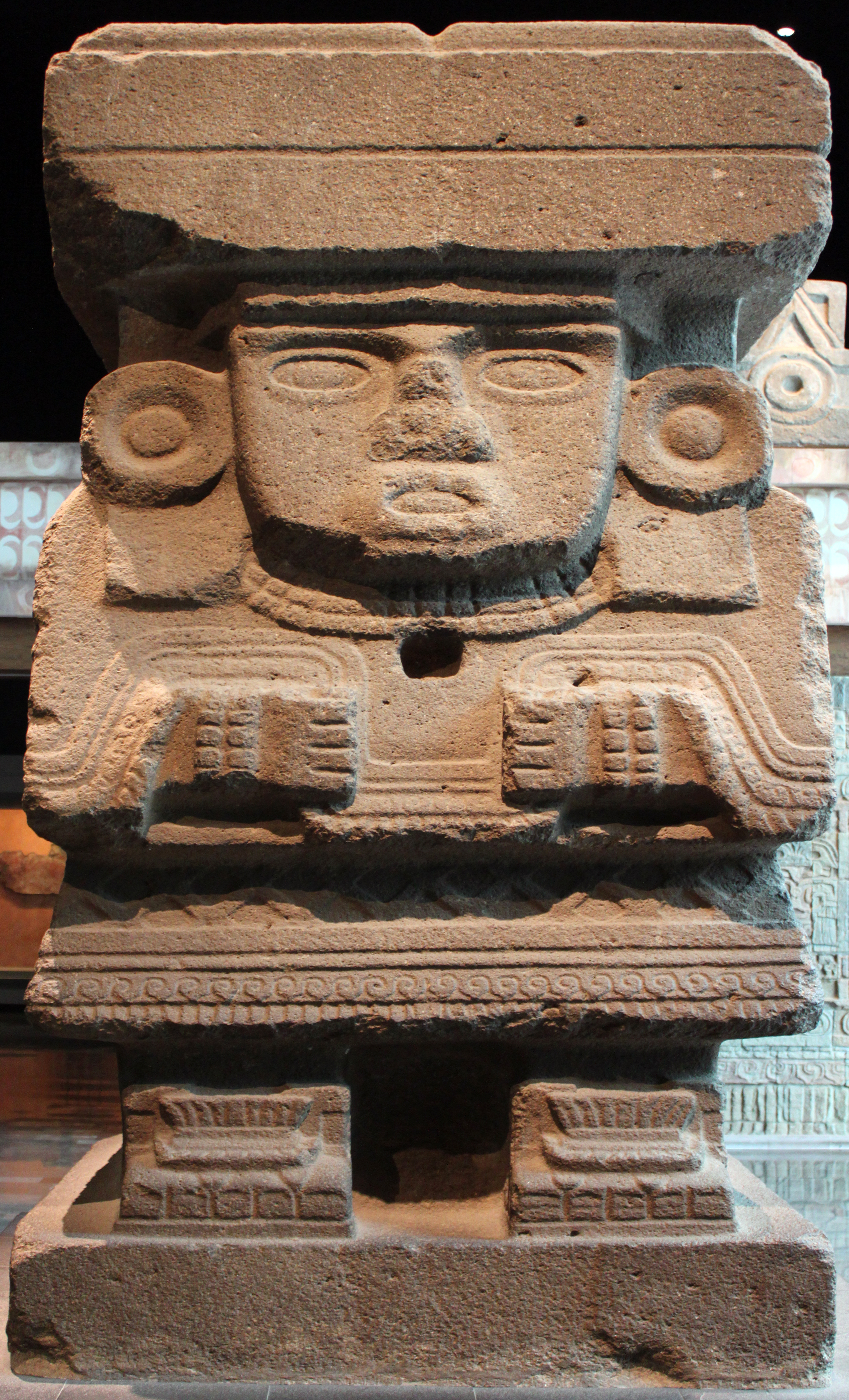
تمثال Chalchiuhtlicue
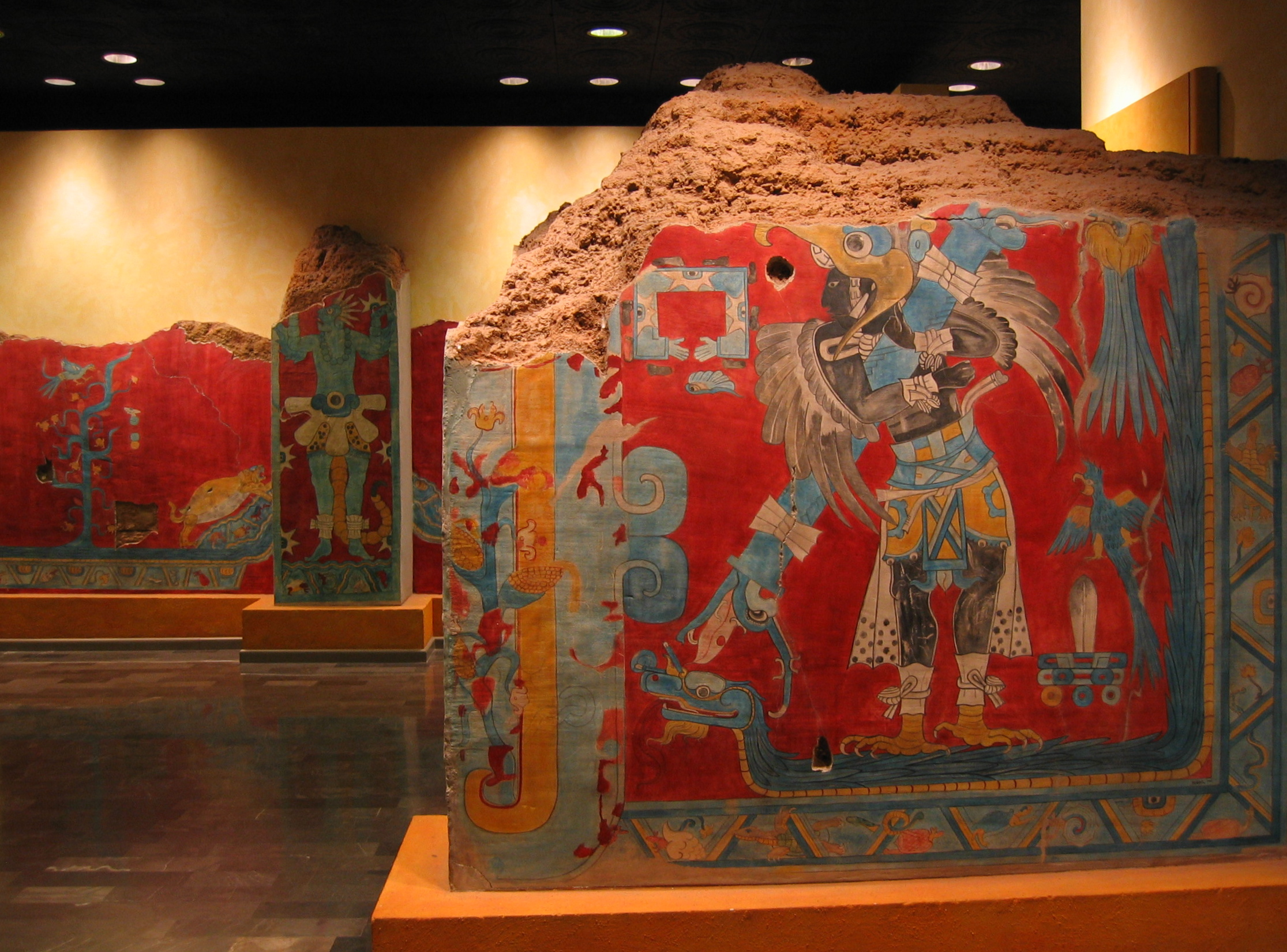
جدارية ديل هومبر - افي في Cacaxtla
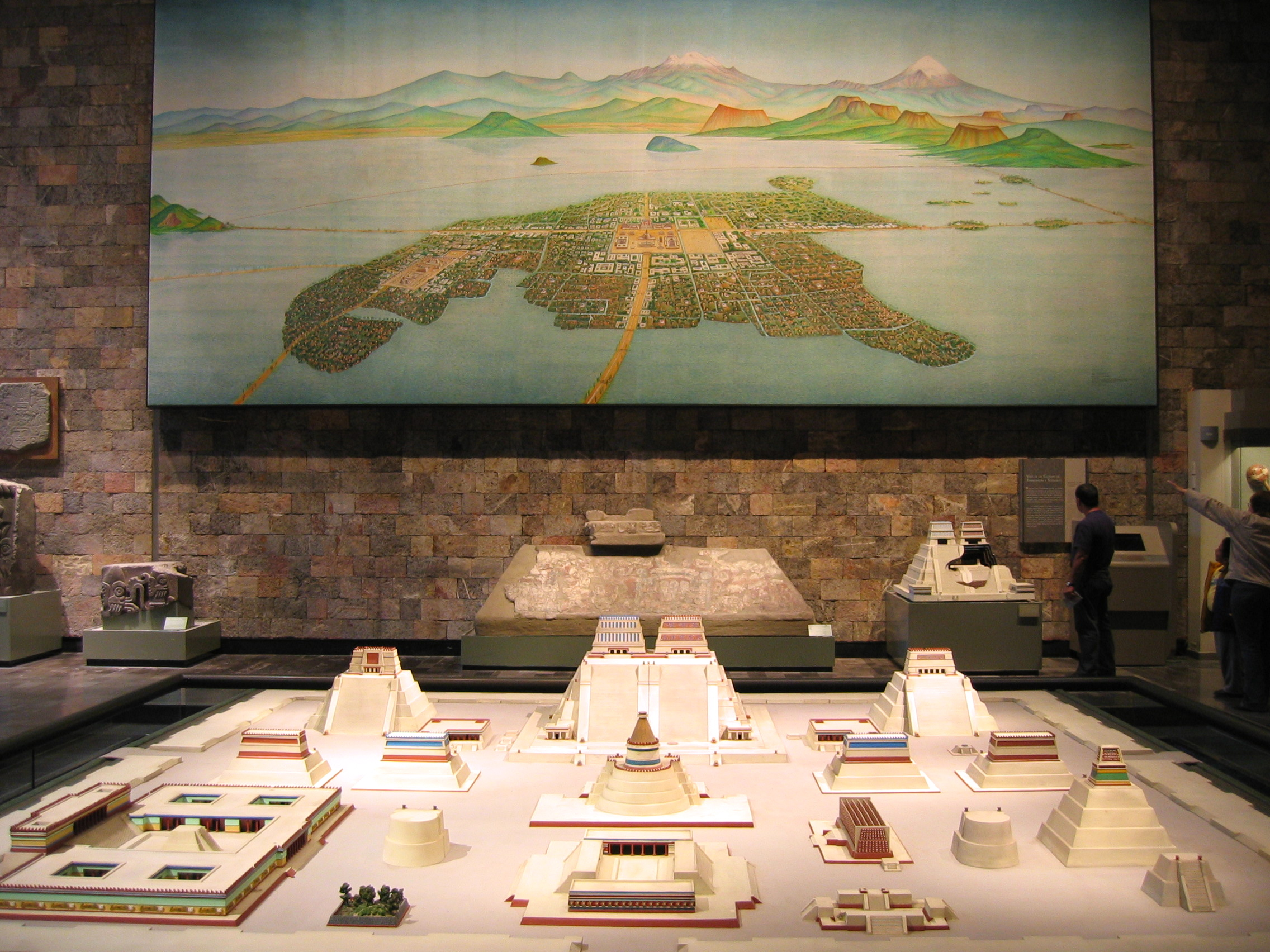
موديل لمعبد مايور (تينوتشتيتلان)
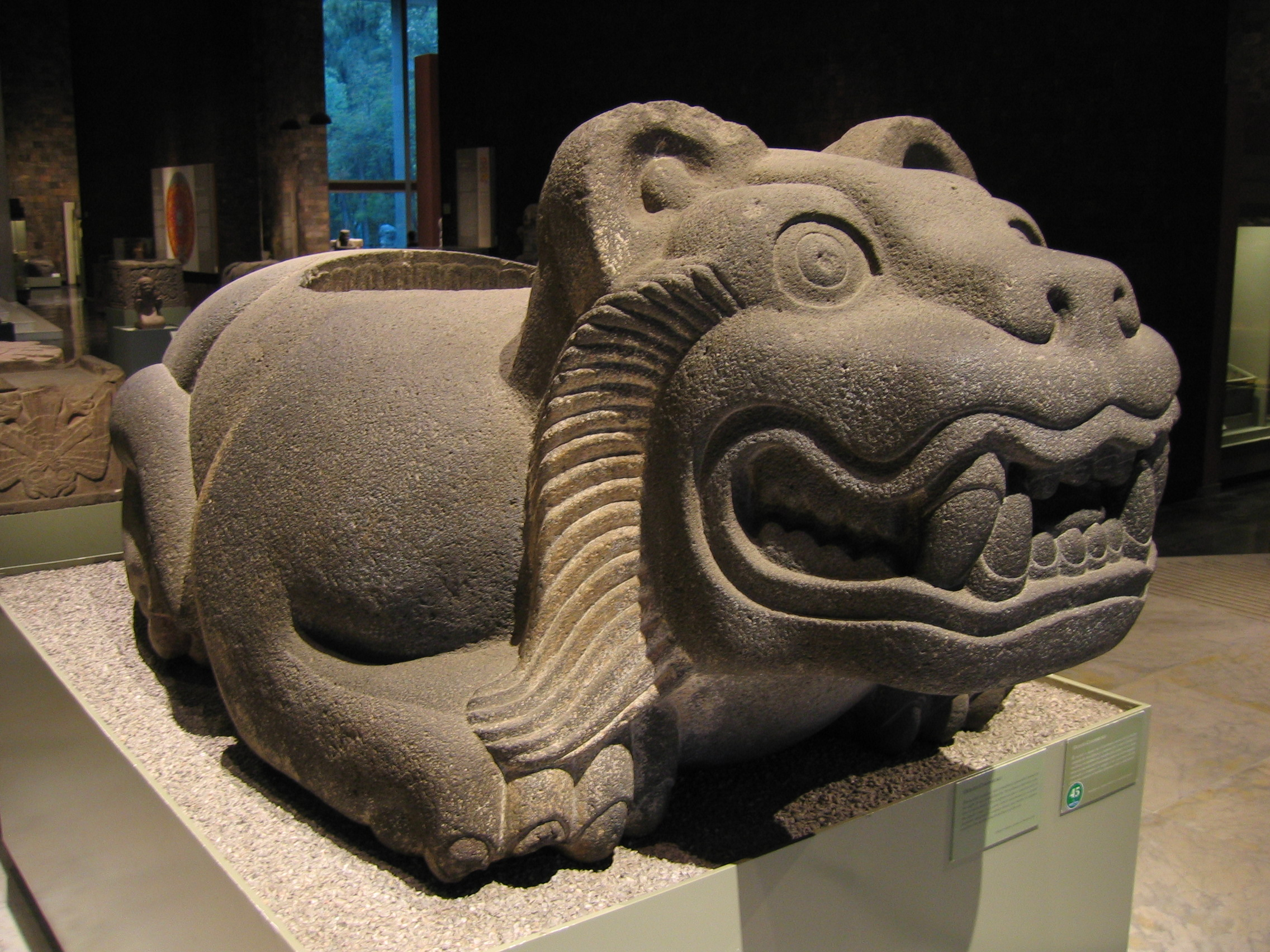
حاوية لإيداع قلوب المذبوحة Ocelotl-Cuauhxicalli
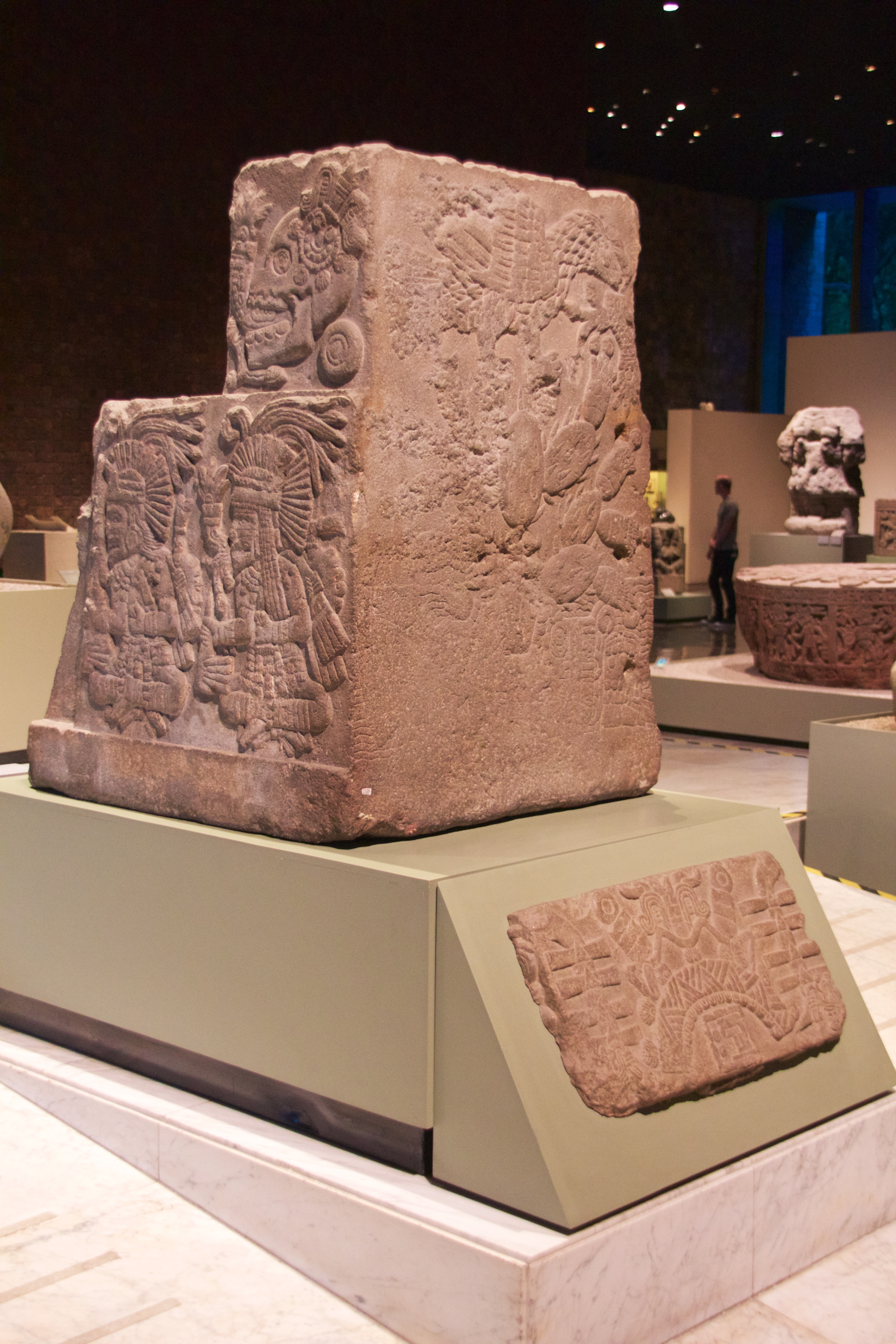
Teocalli من الحرب المقدسة
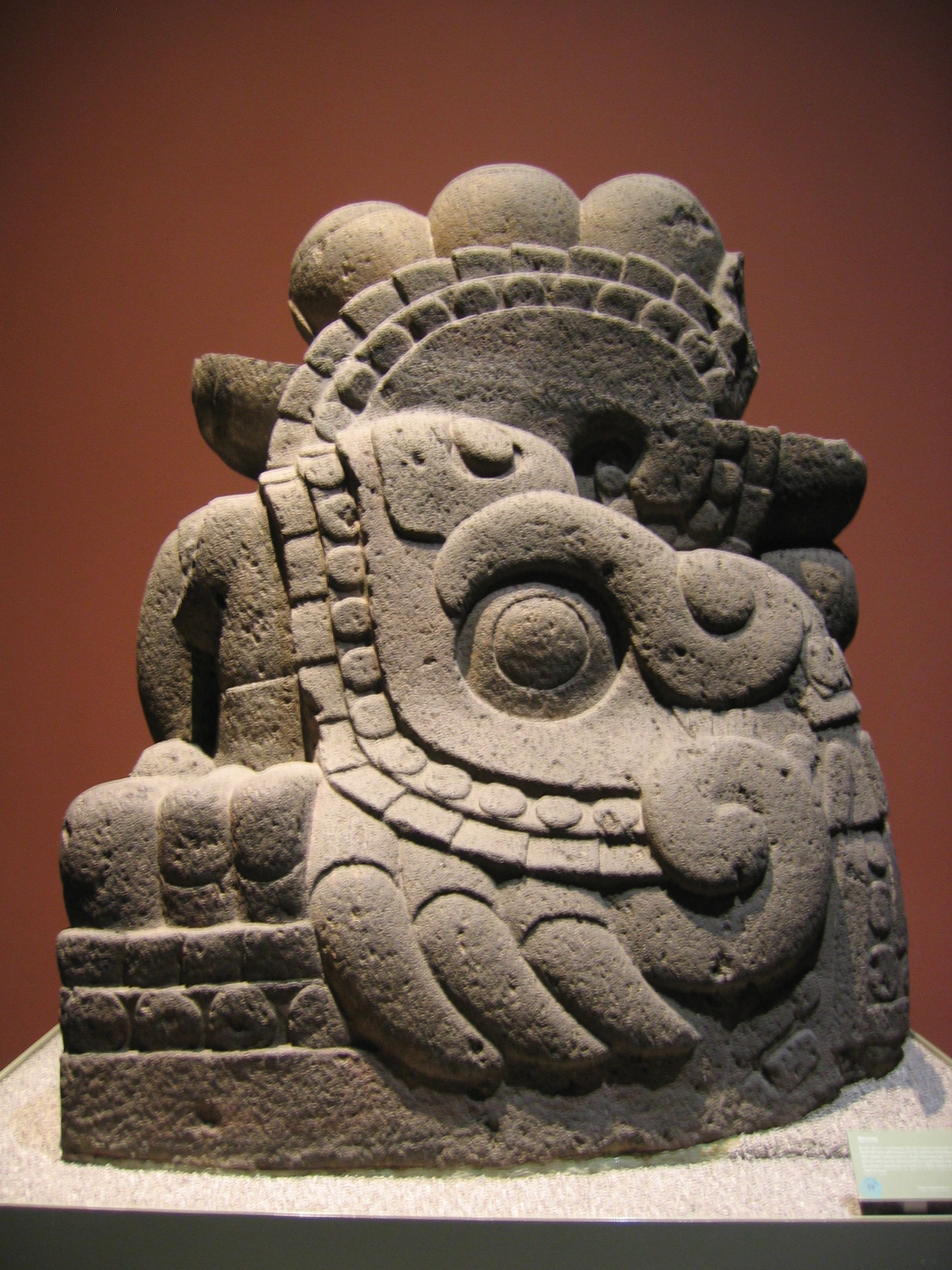
تمثال Xiuhcoatl
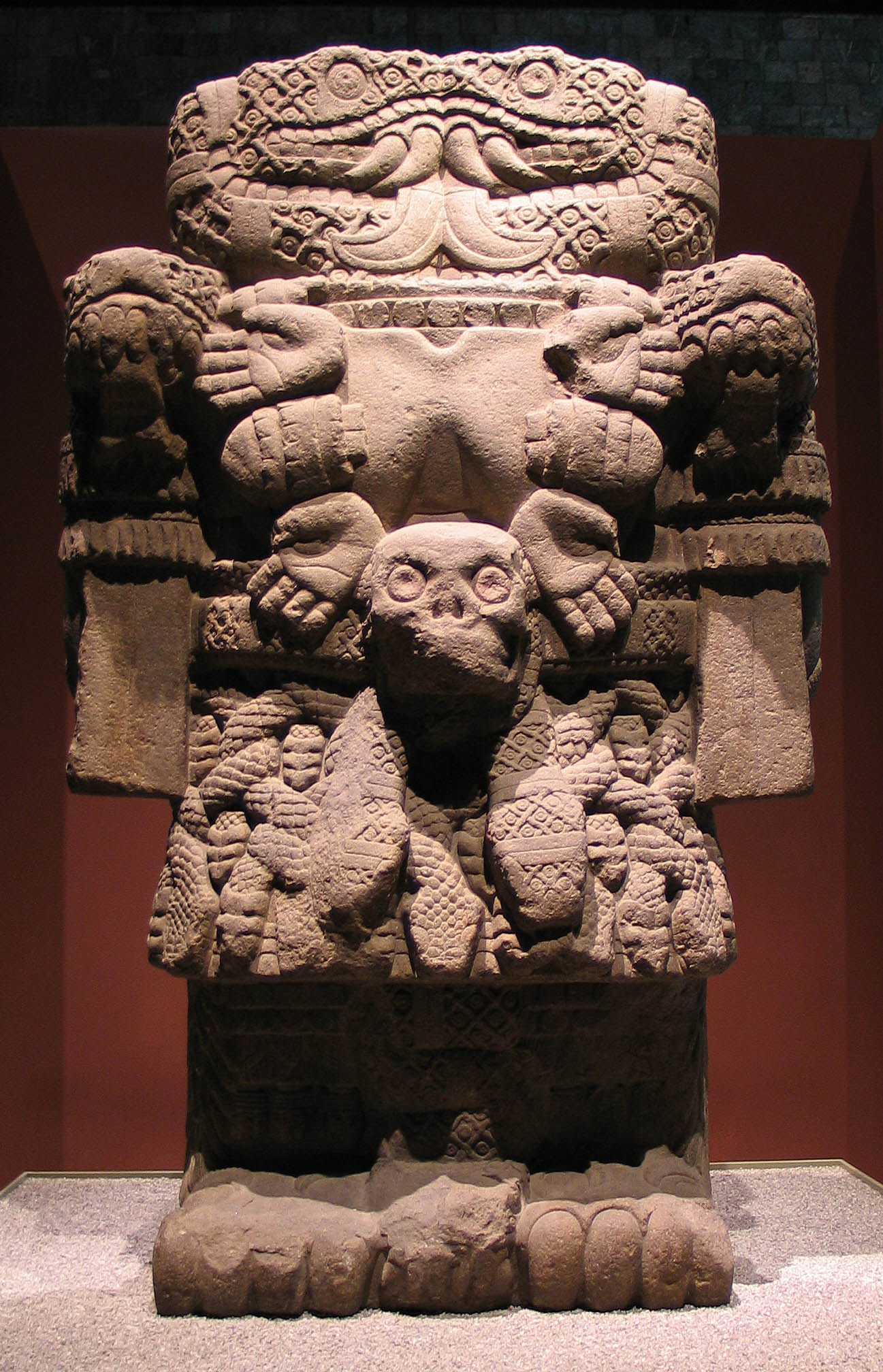
تمثال آلهة الأزتك Coatlicue
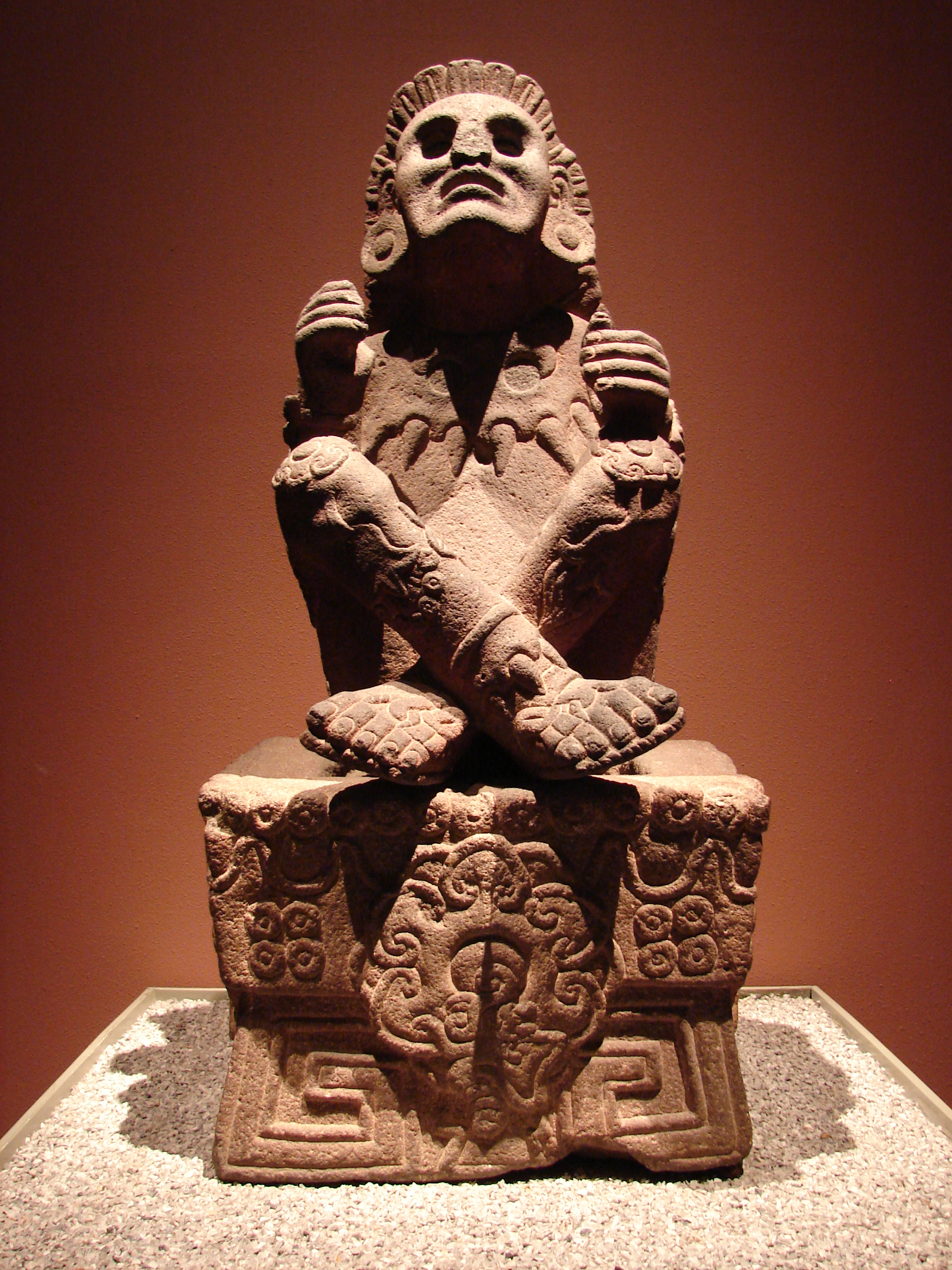
النحت من Xochipilli
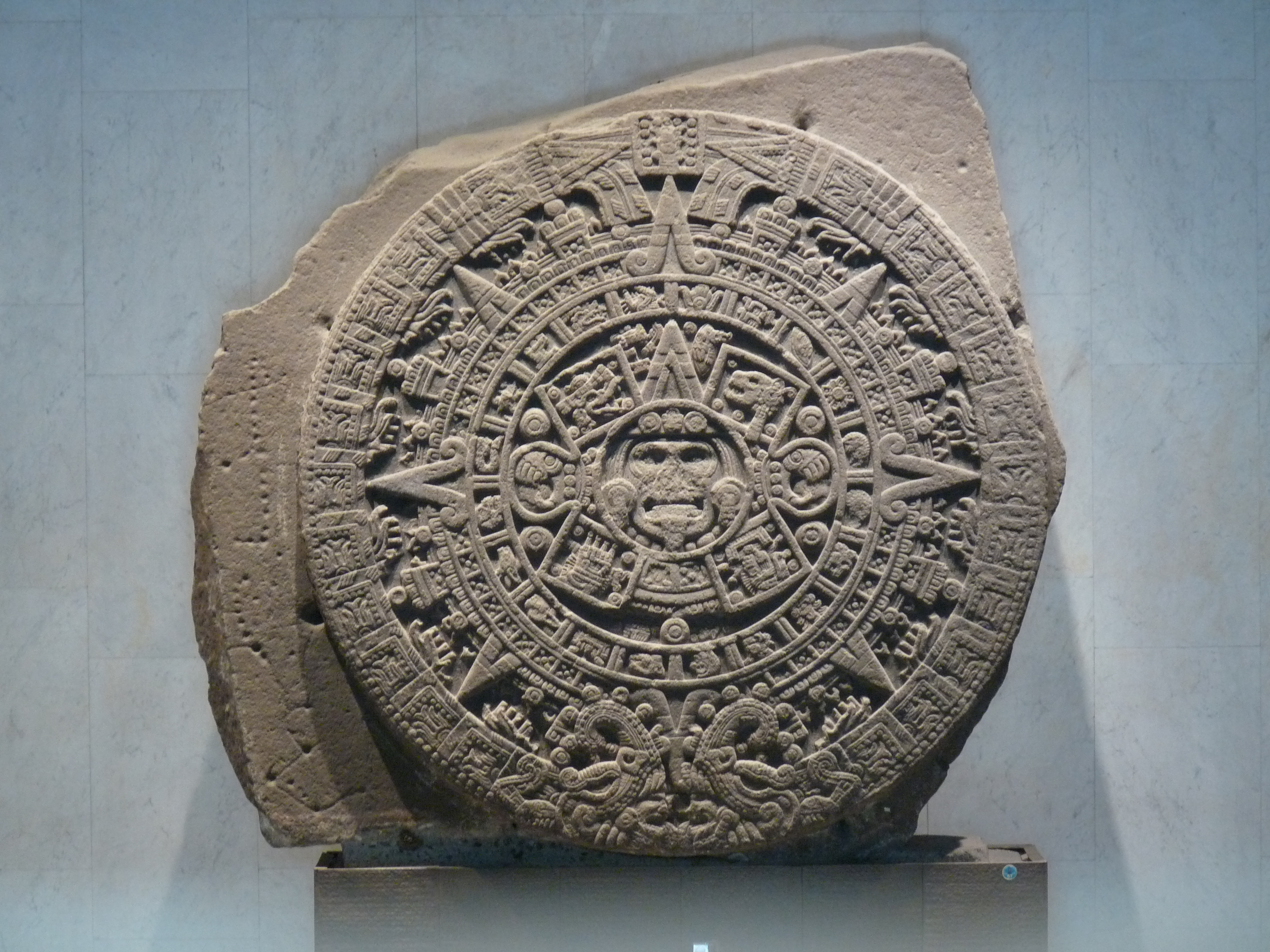
حجر تقويم الأزتك
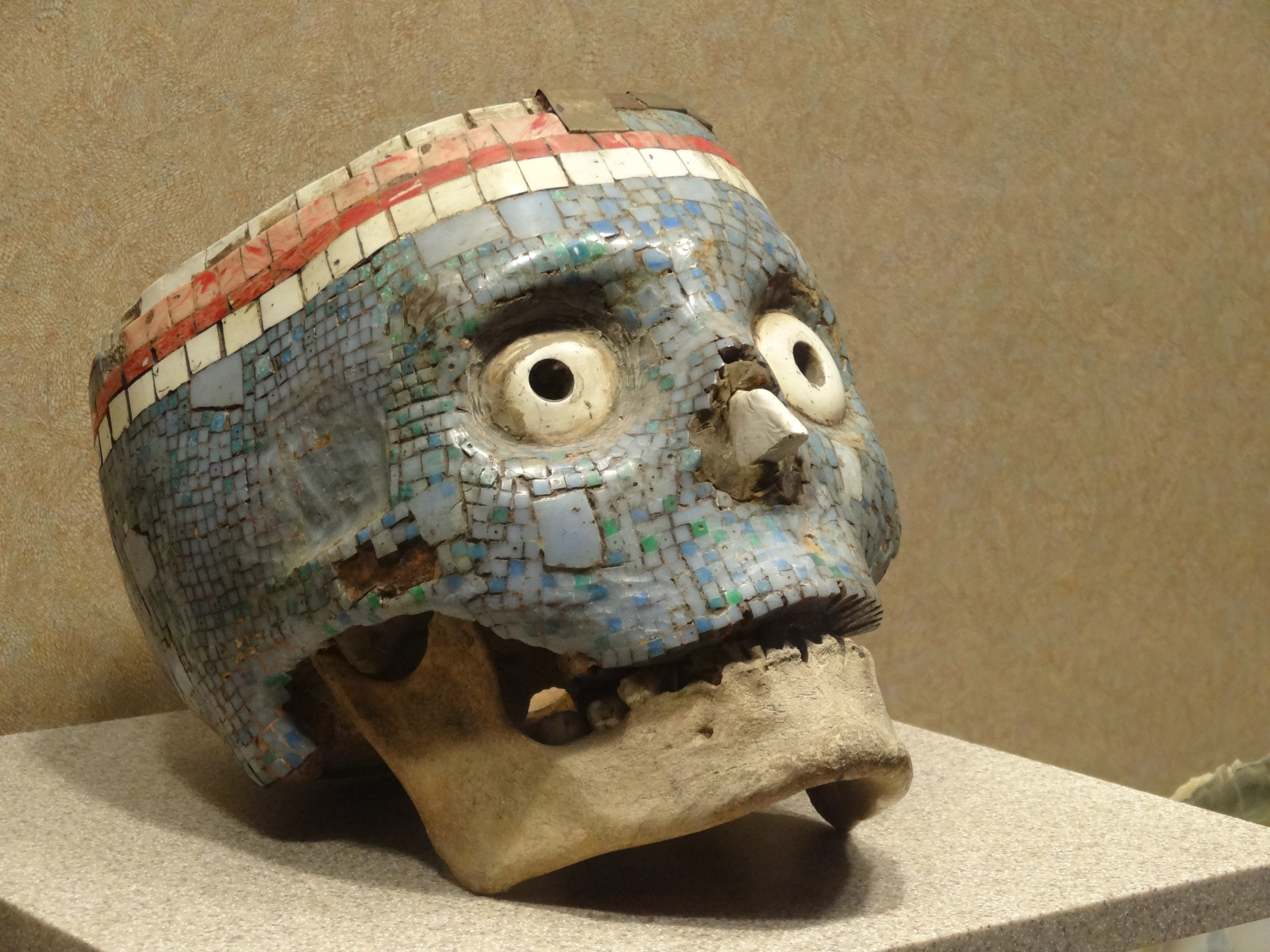
جمجمة مغطاة بالفيروز
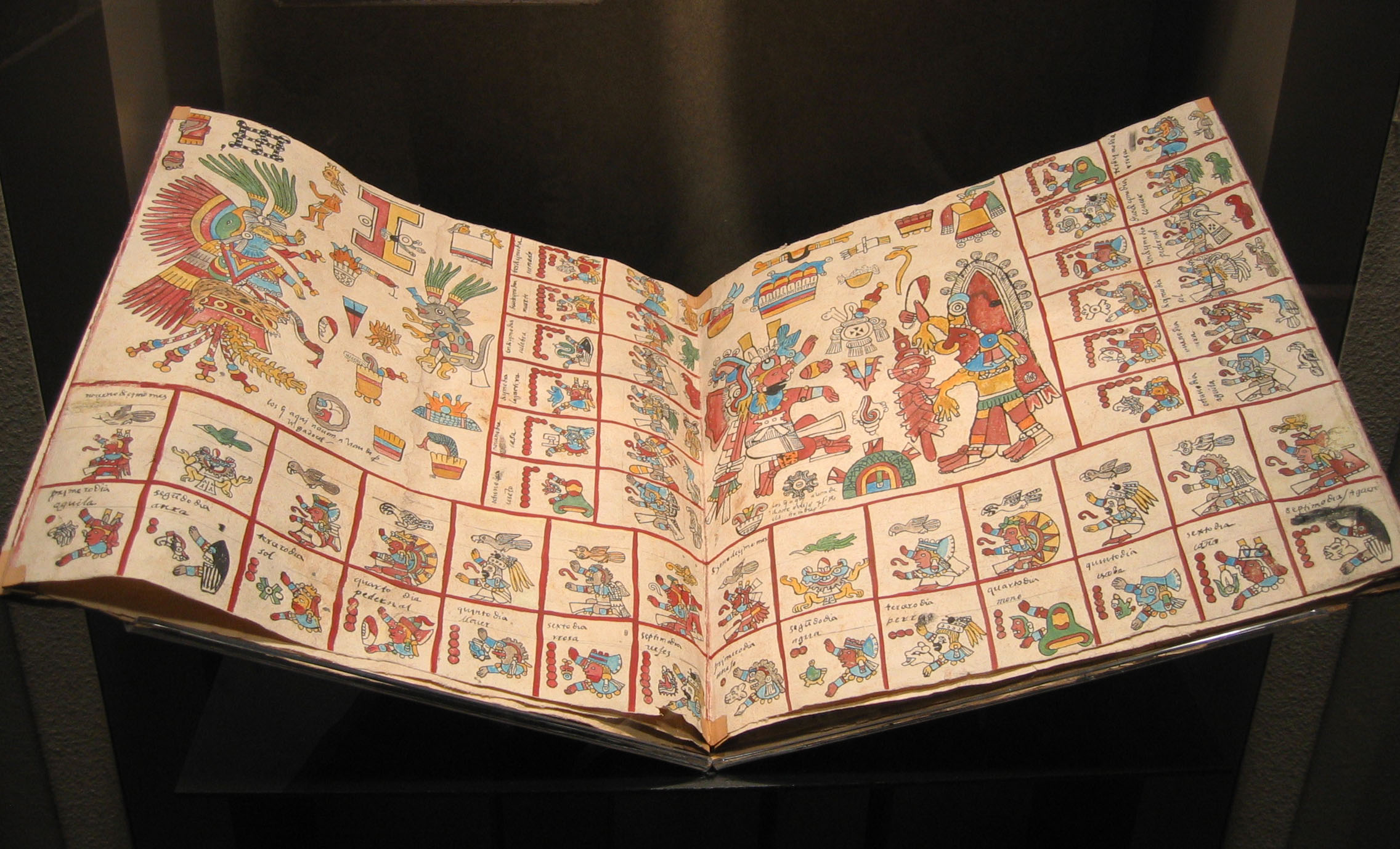
نسخة طبق الأصل من مخطوط Borbonicus
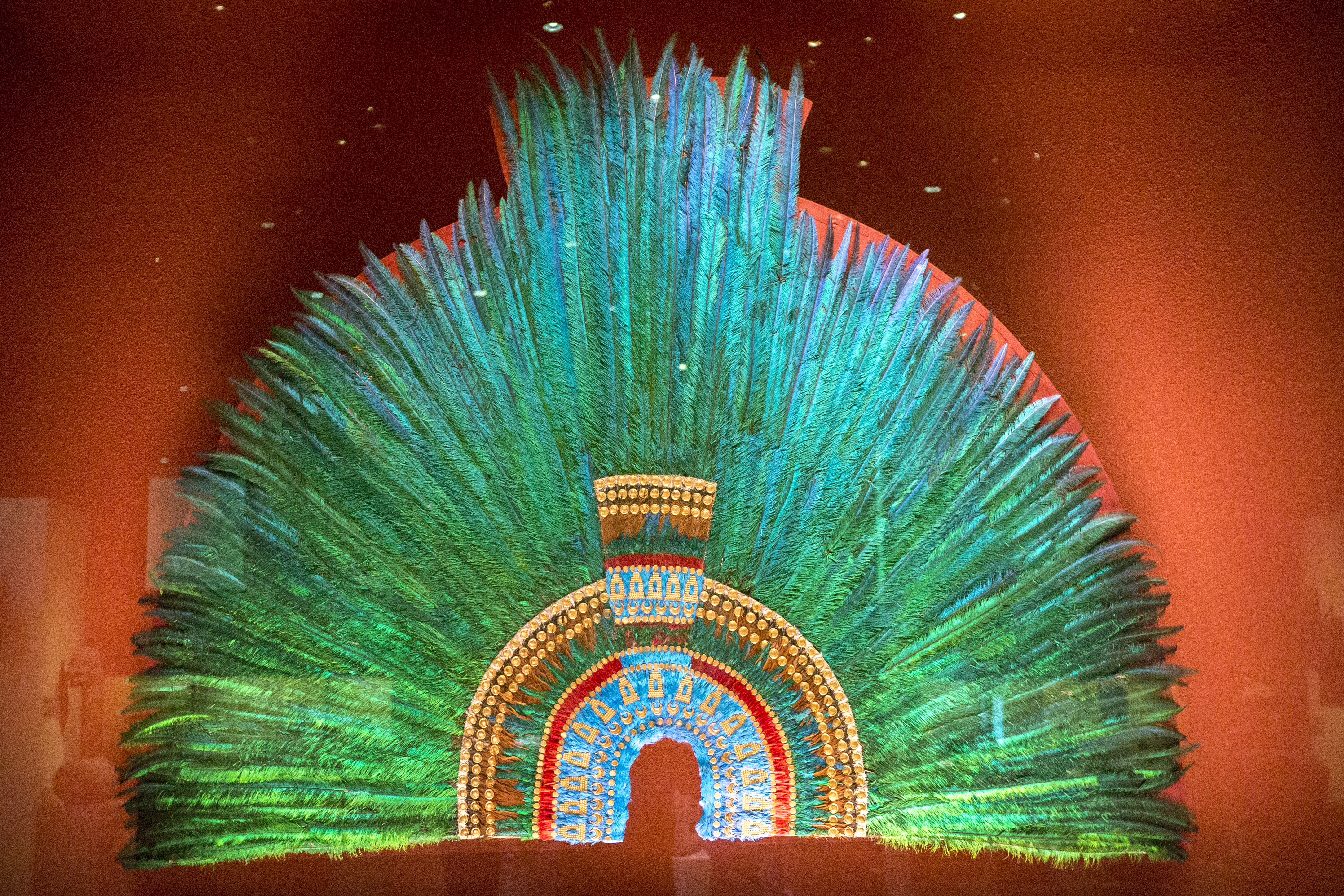
ريشة غطاء الرأس من مونتيزوما
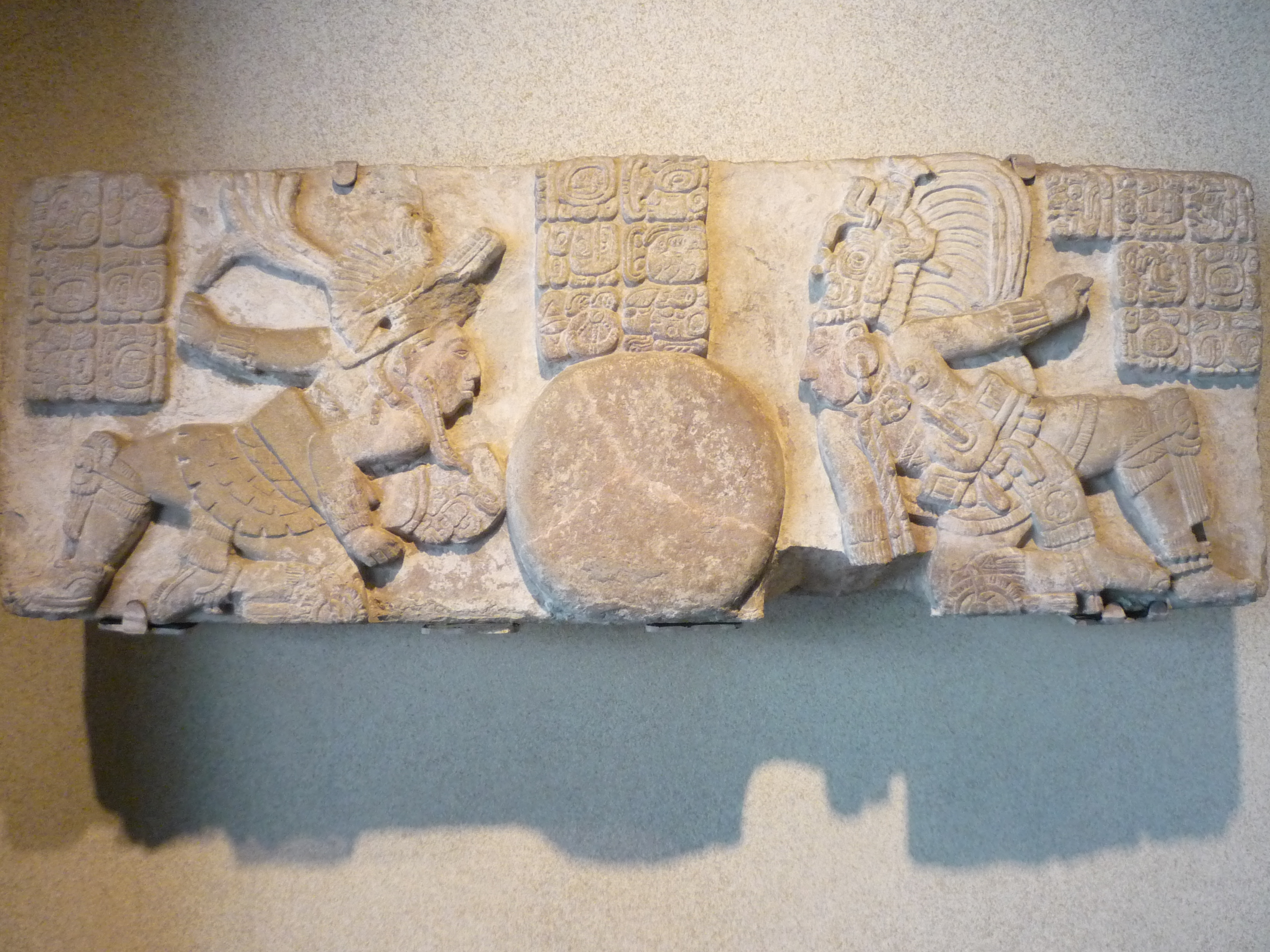
إغاثة Tonina
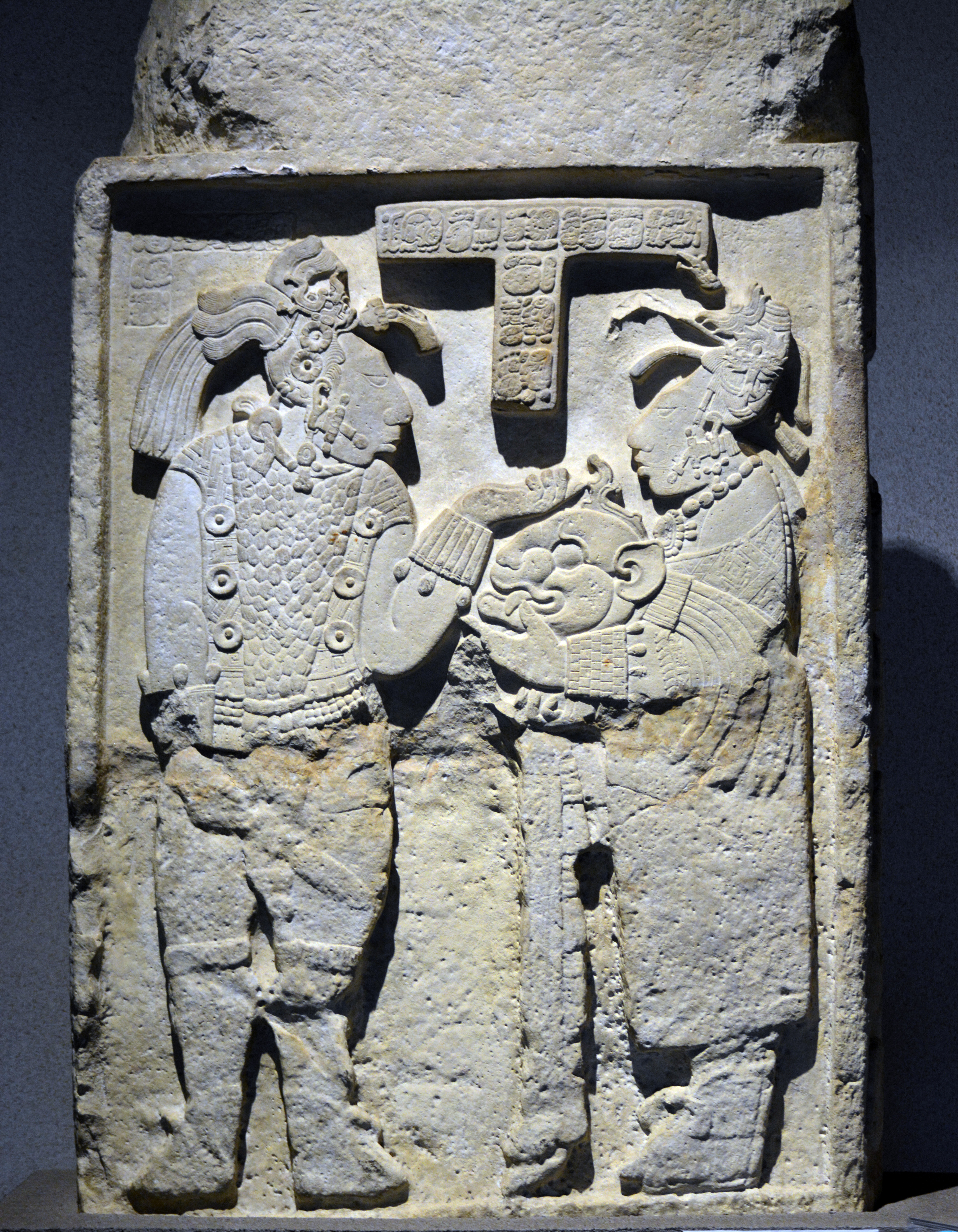
دينتل 26 ، Yaxchilan
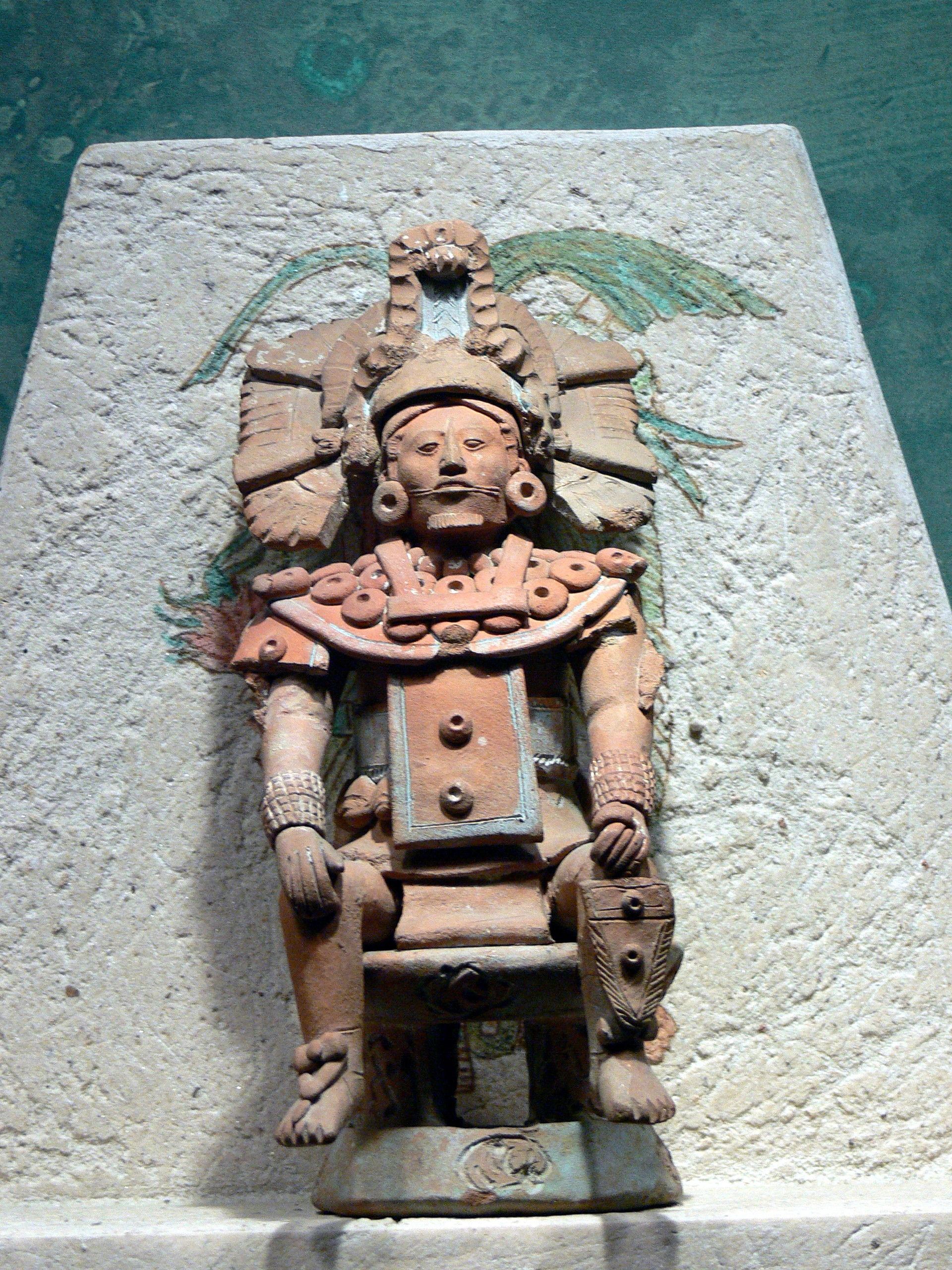
السيراميك القادم من جزيرة جاينا
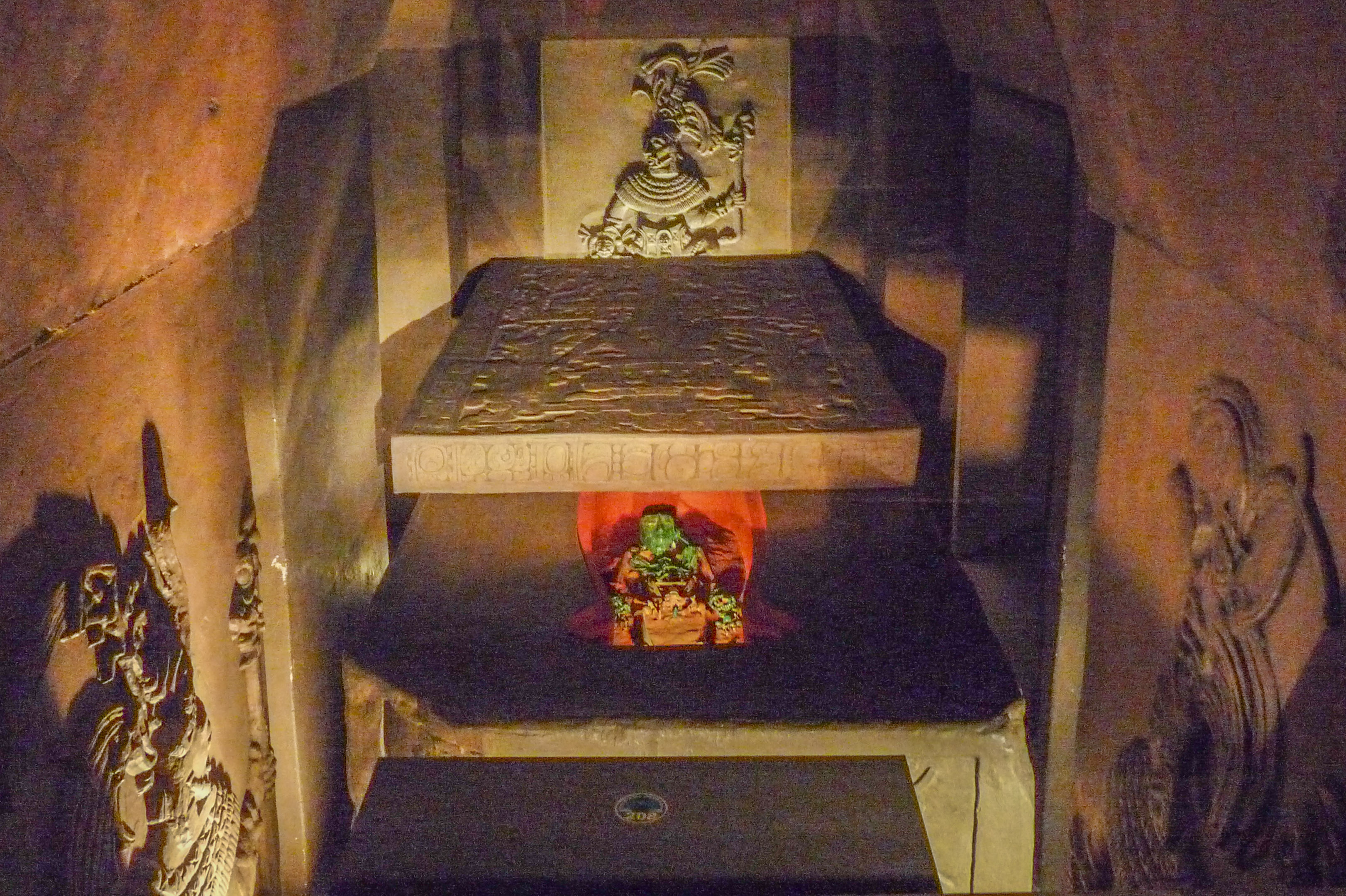
استنساخ ضريح الحاكم من بالينكي, K'inich Janaab' Pakal
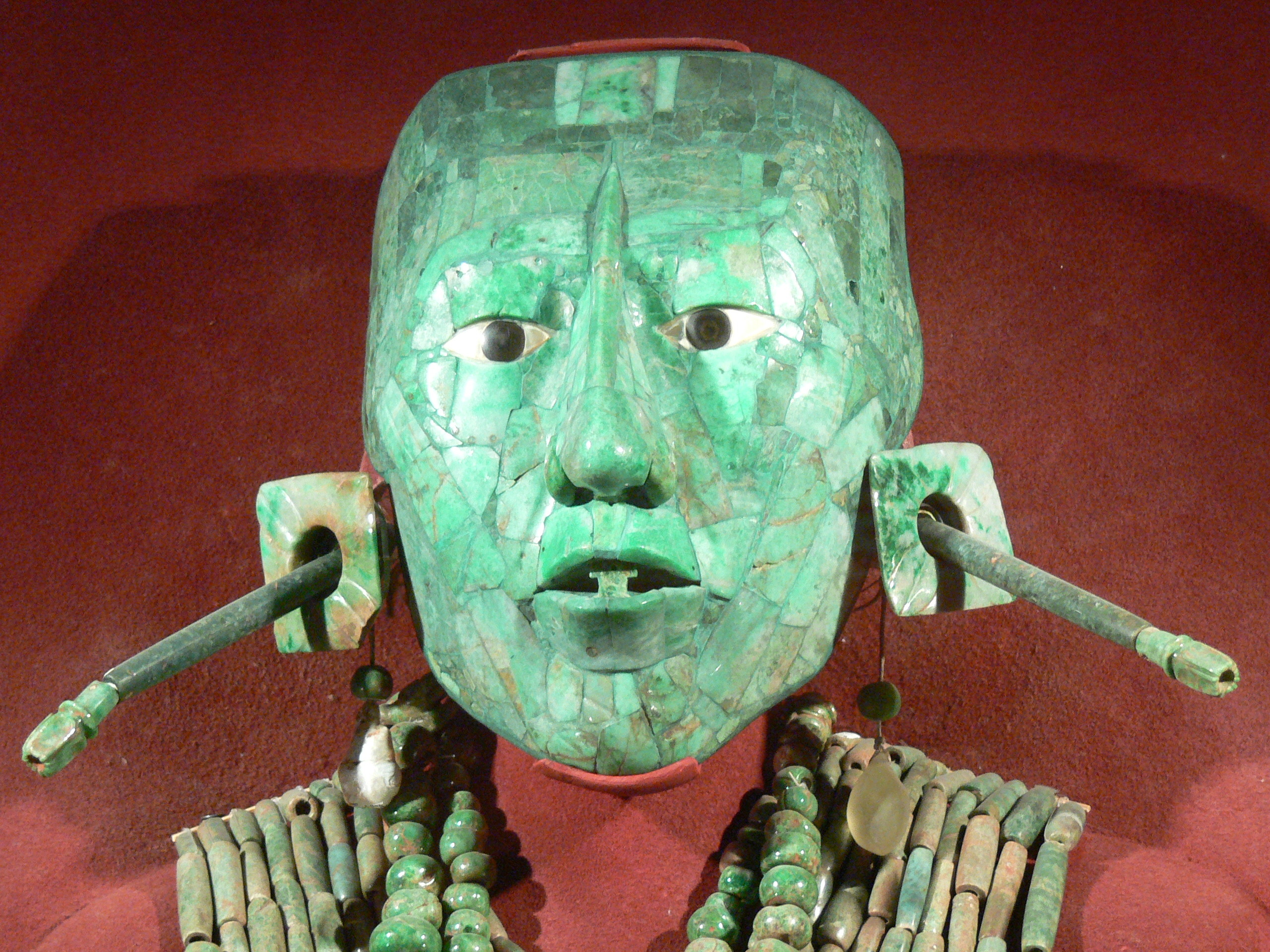
قناع الموتى من K'inich Janaab 'Pakal
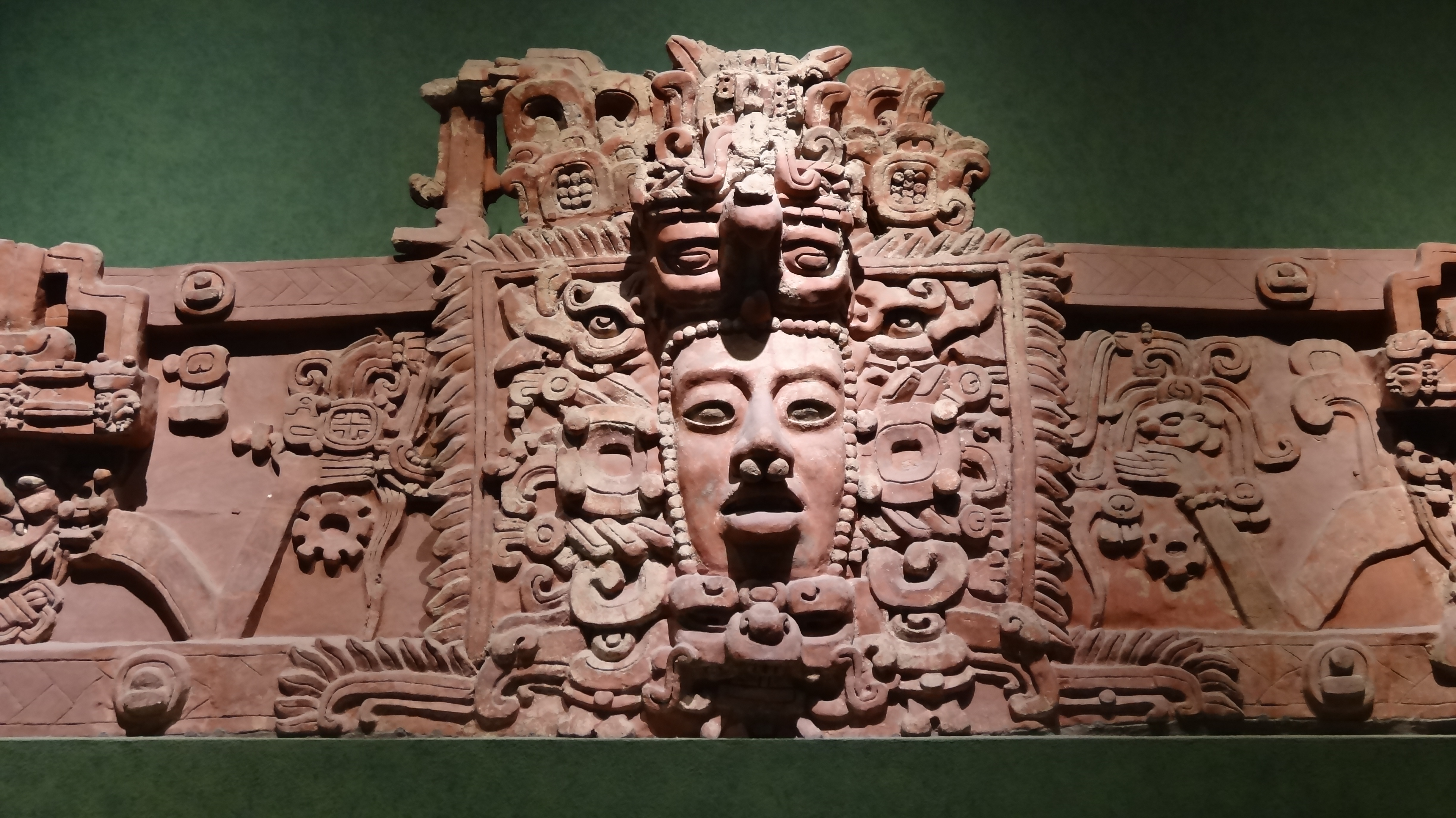
إفريز من Placeres
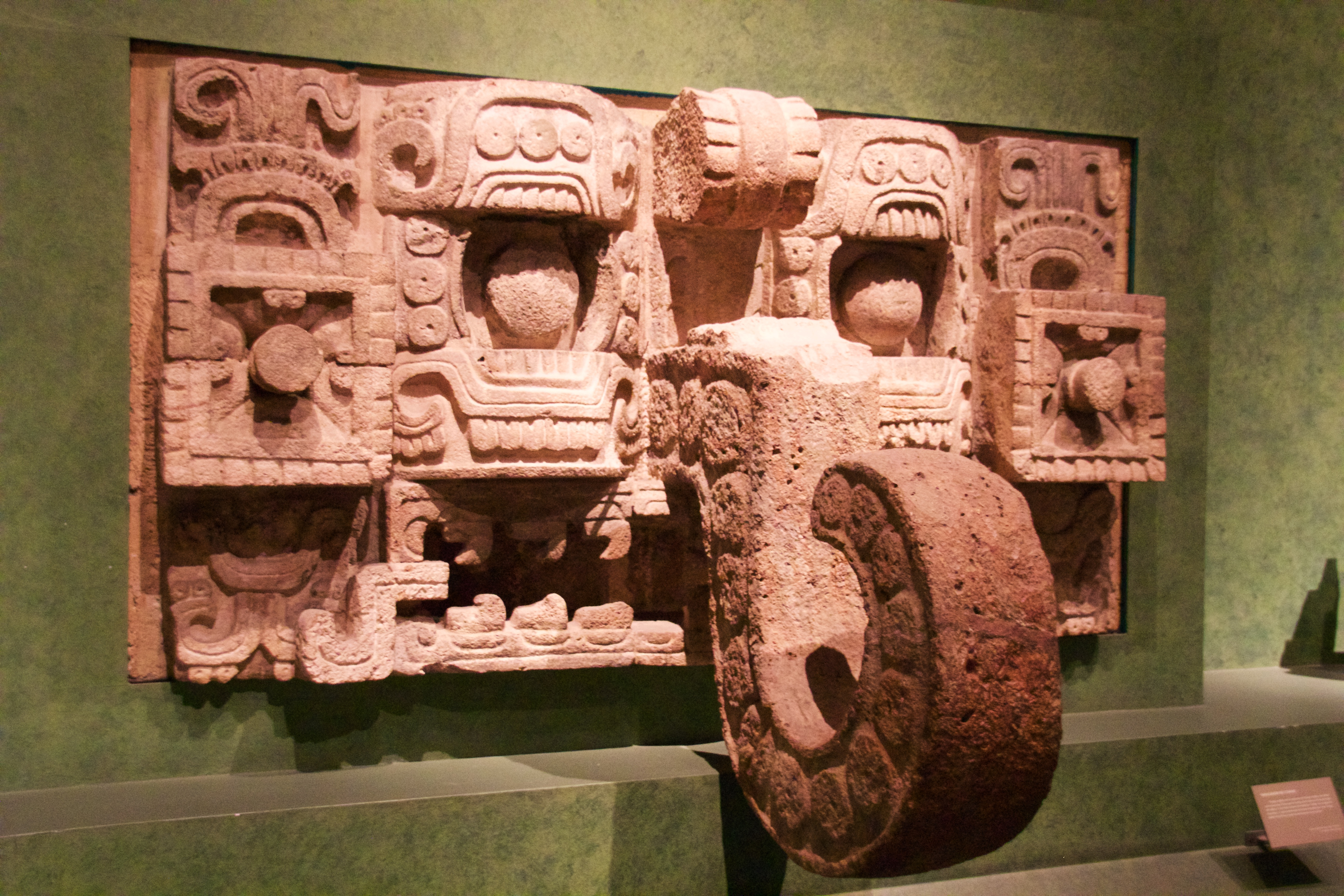
قناع من Chaac
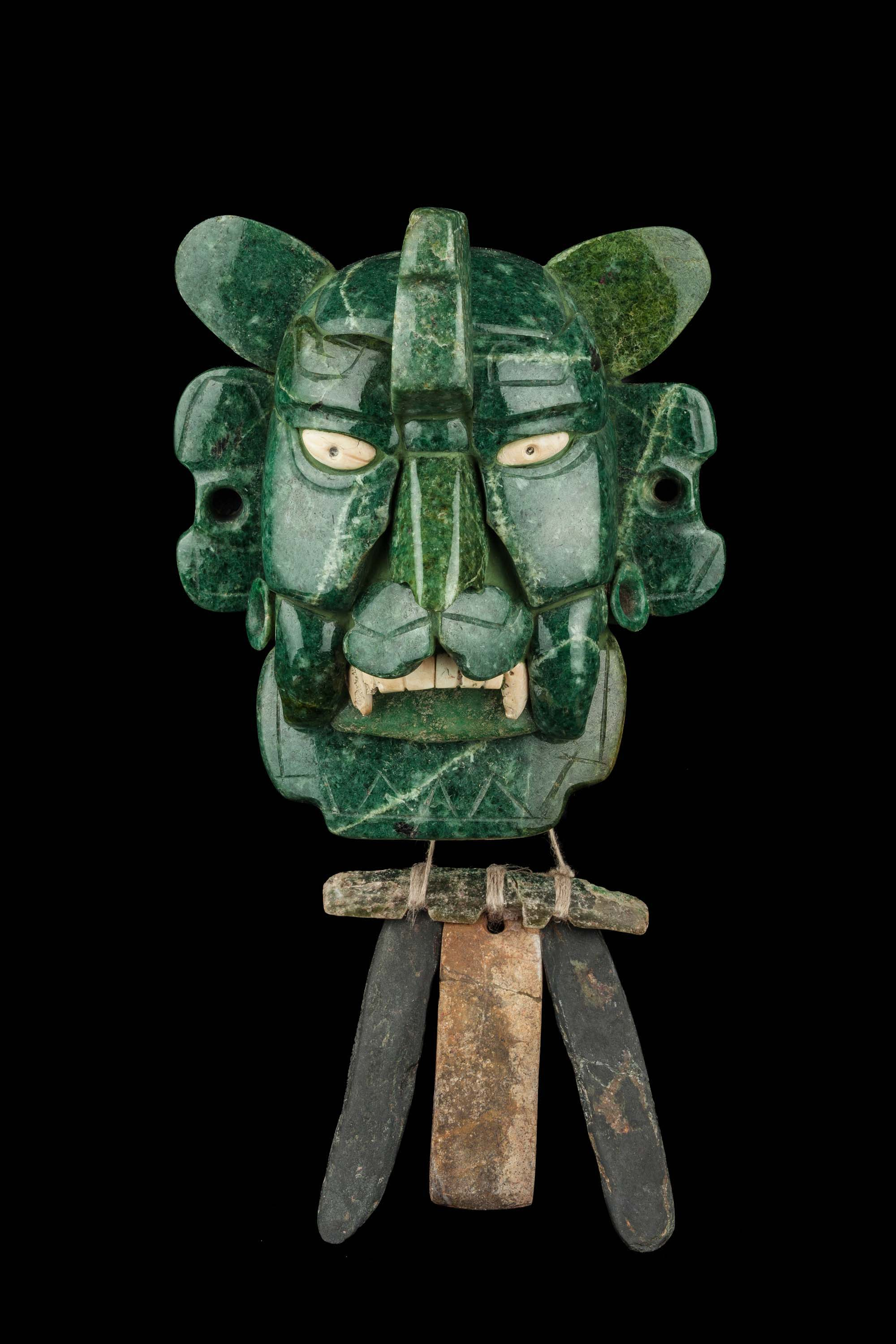
قناع Zapotec من الله بات
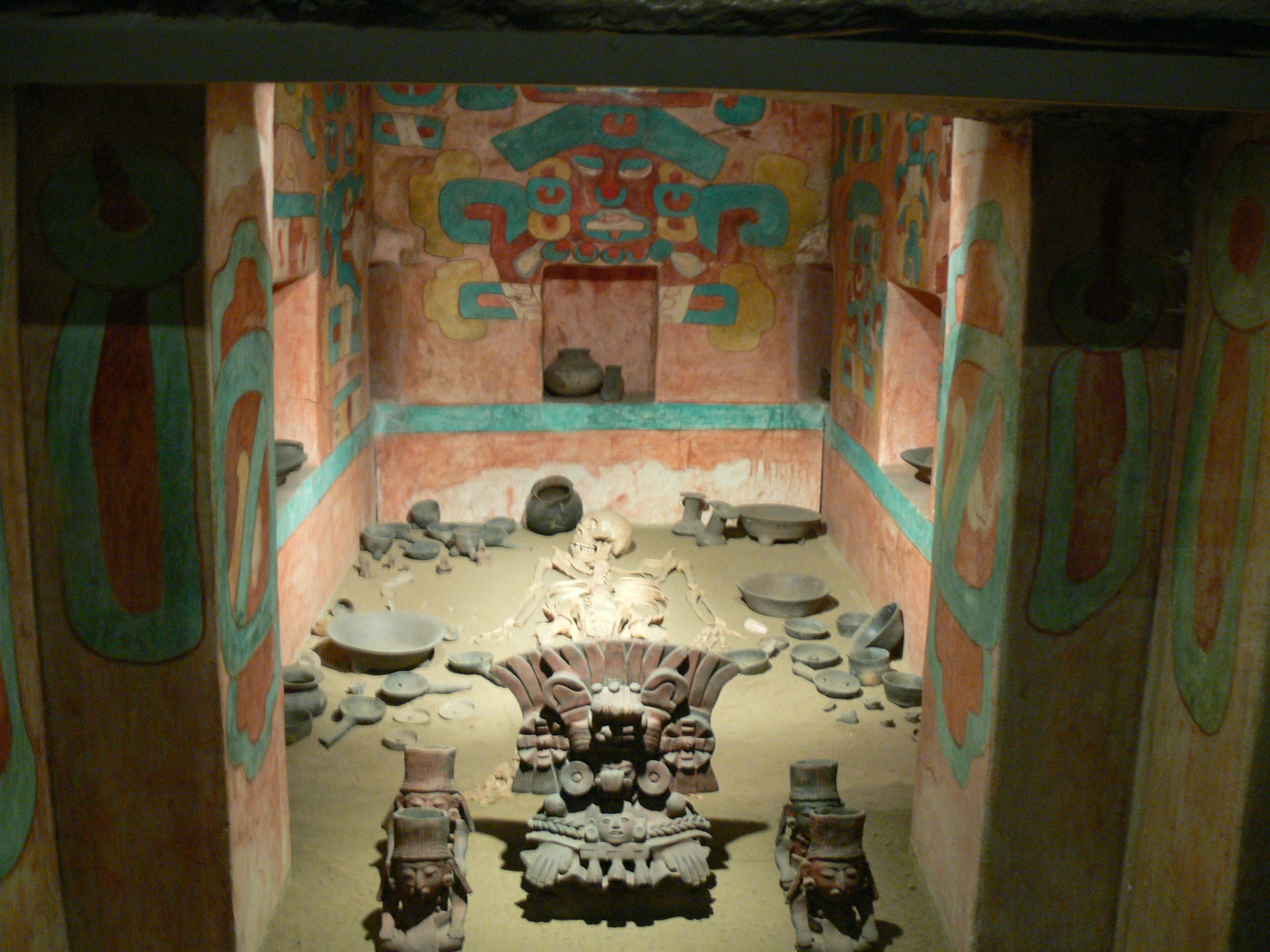
استنساخ قبر 105 من مونتي البان
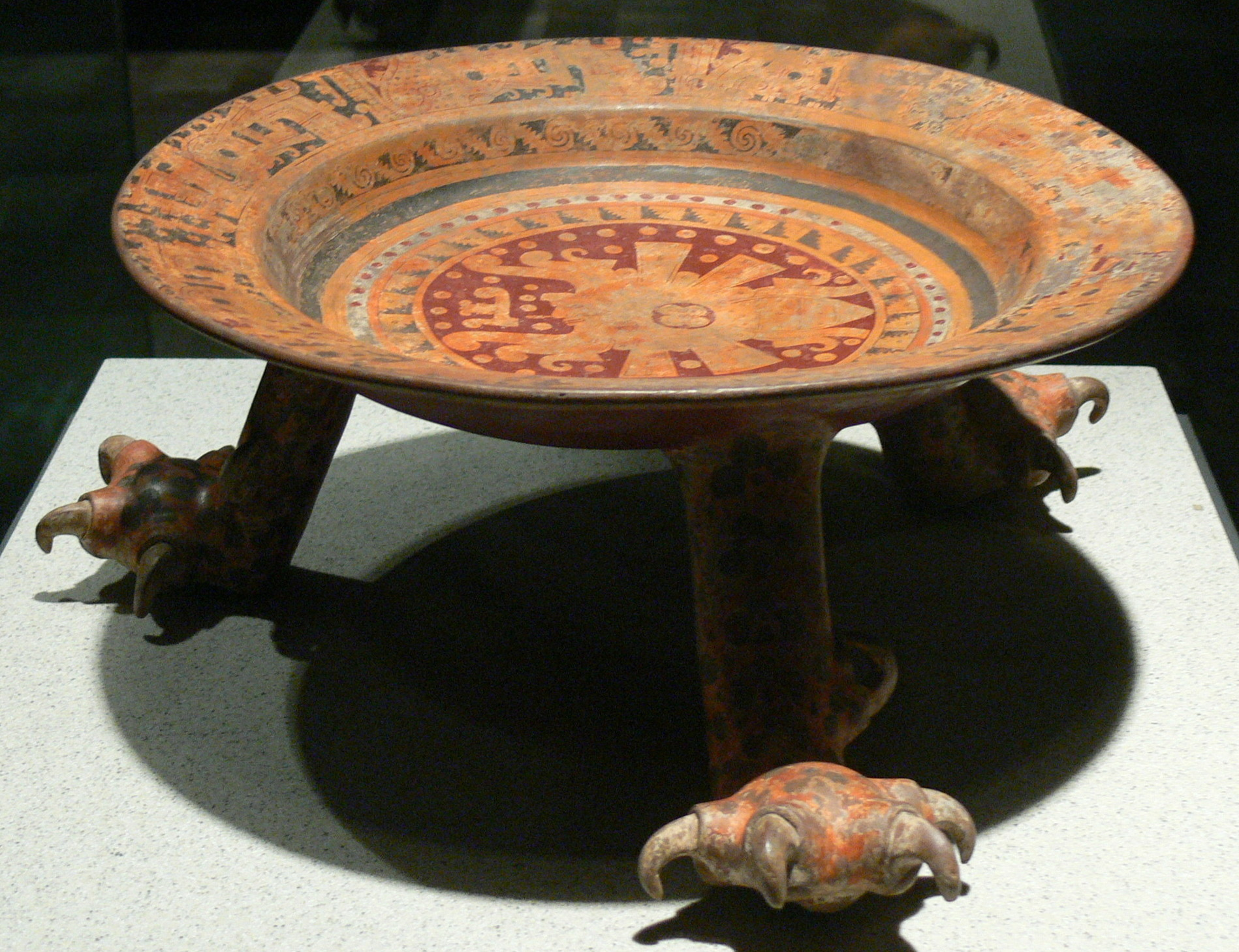
السيراميك Mixtec
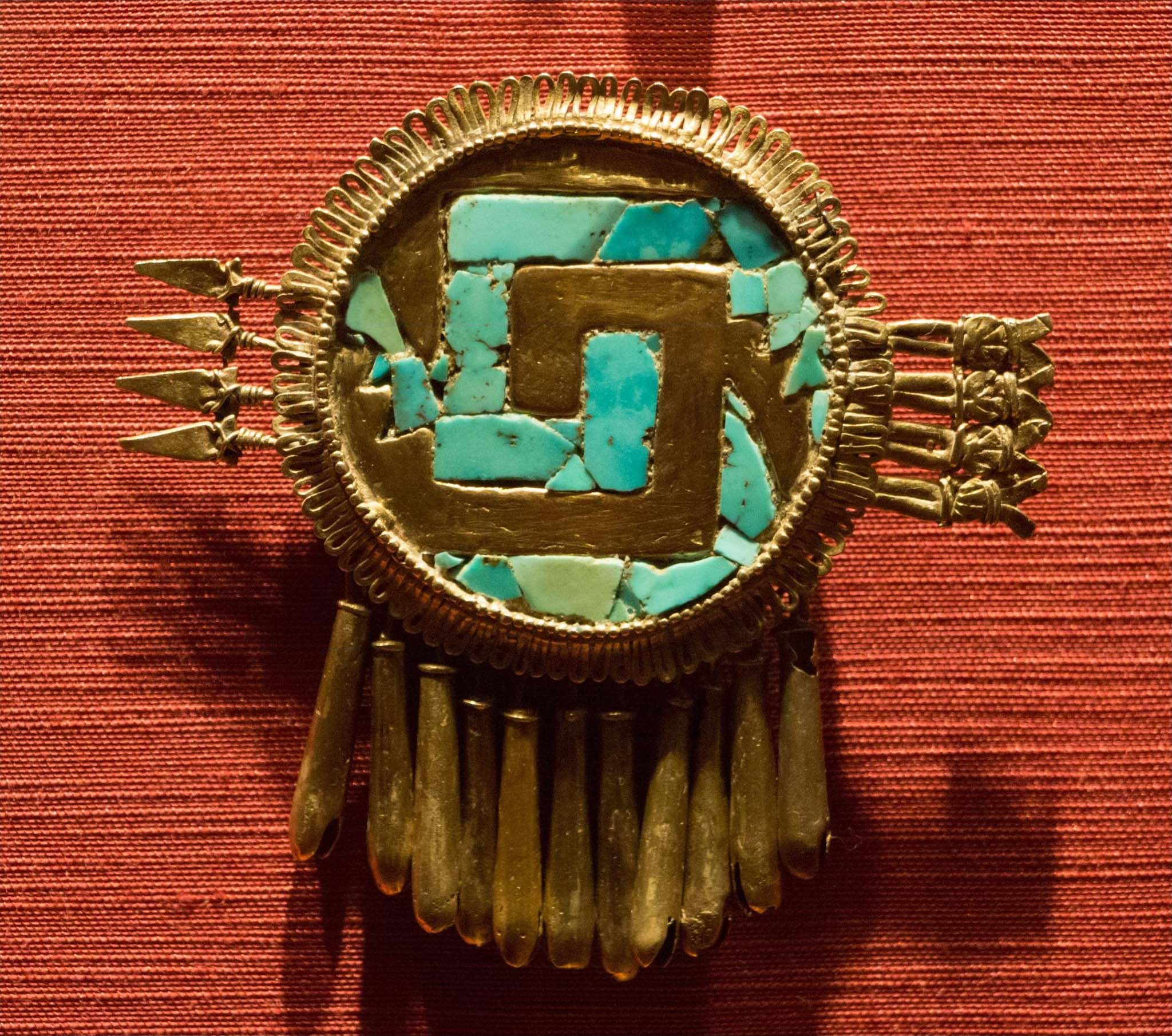
Mixtec الصدرية من الذهب والفيروز ، درع Yanhuitlán
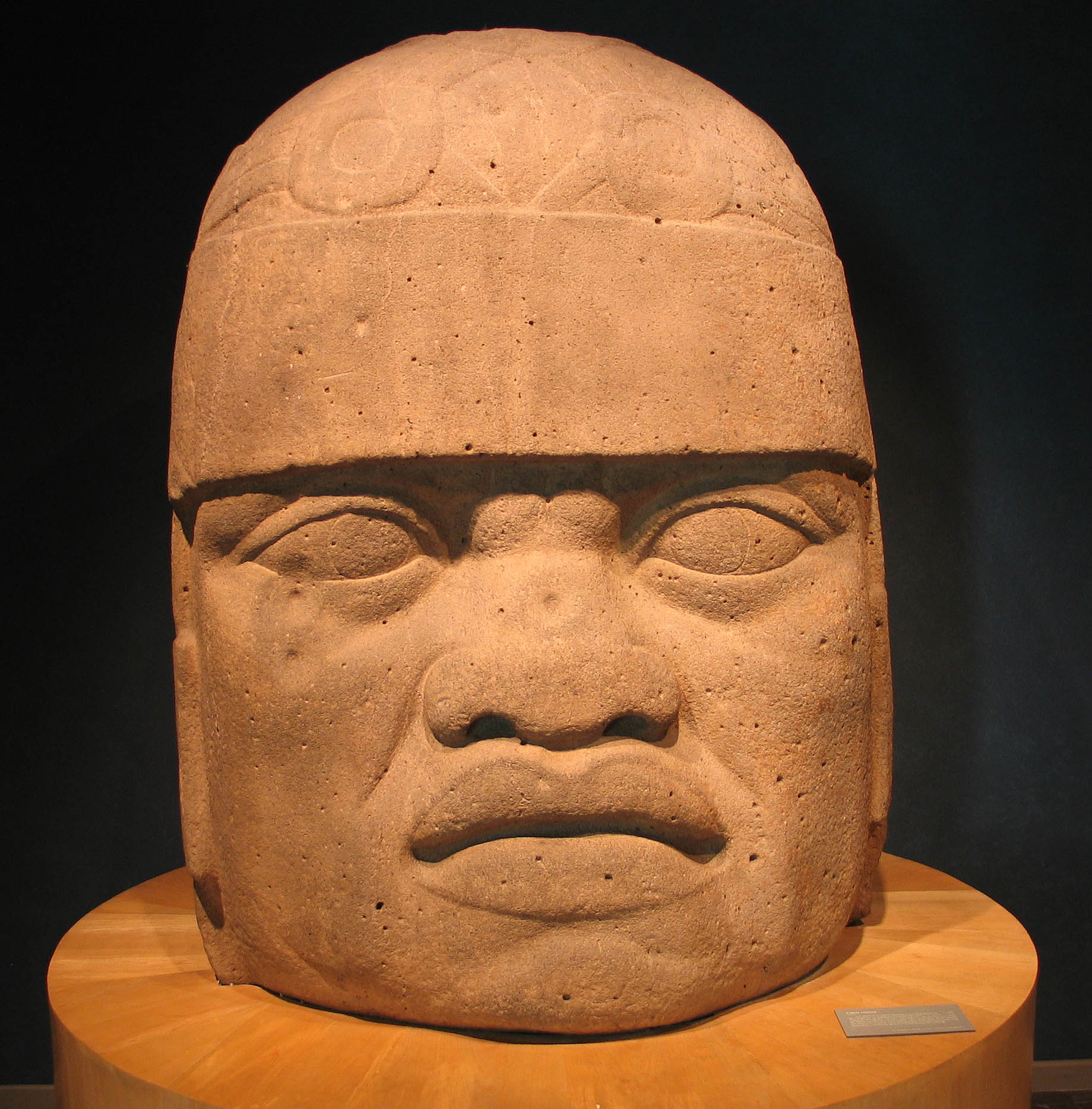
أولمك نحت رأس ضخم
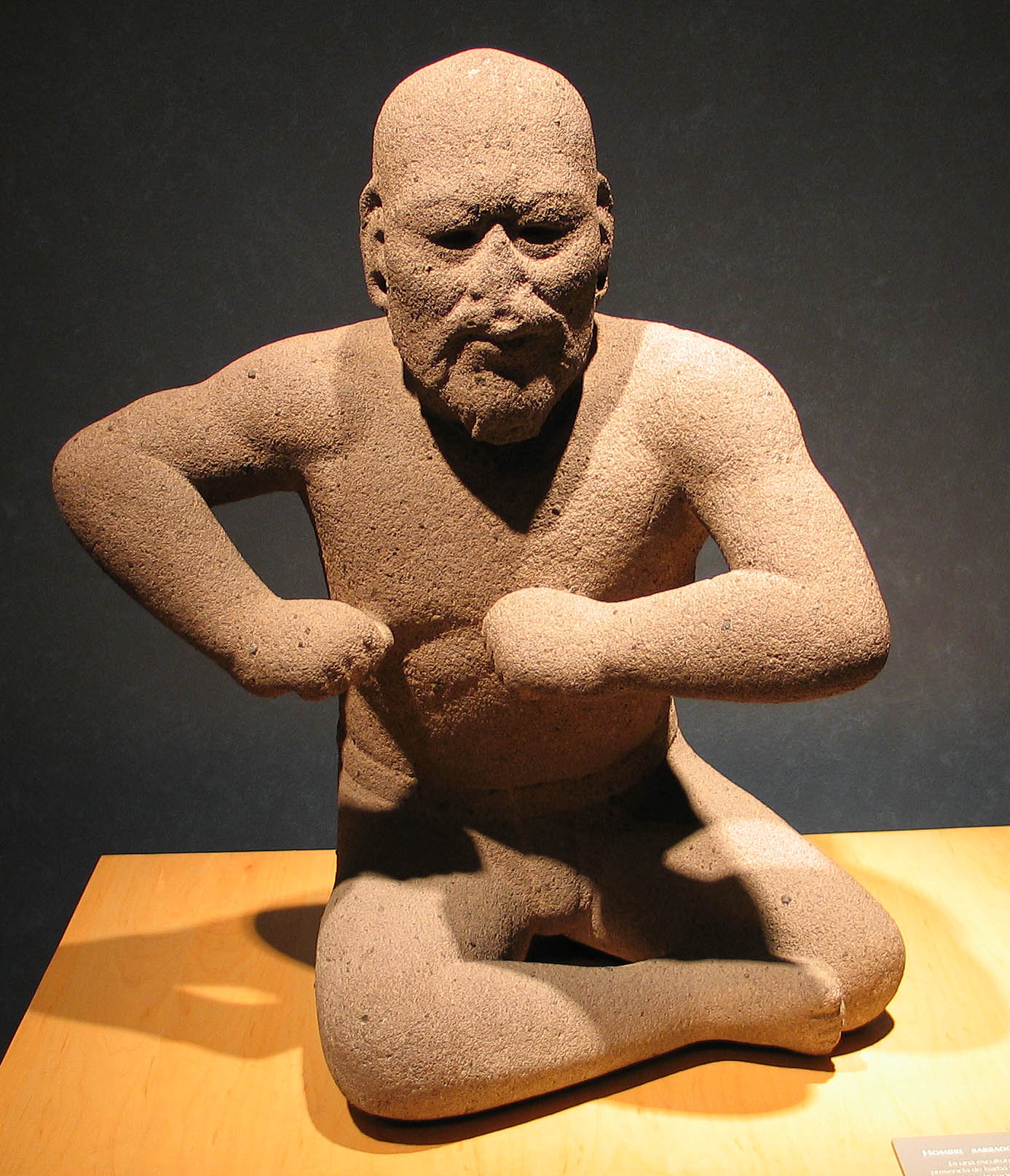
مصارعه النحت أولمك
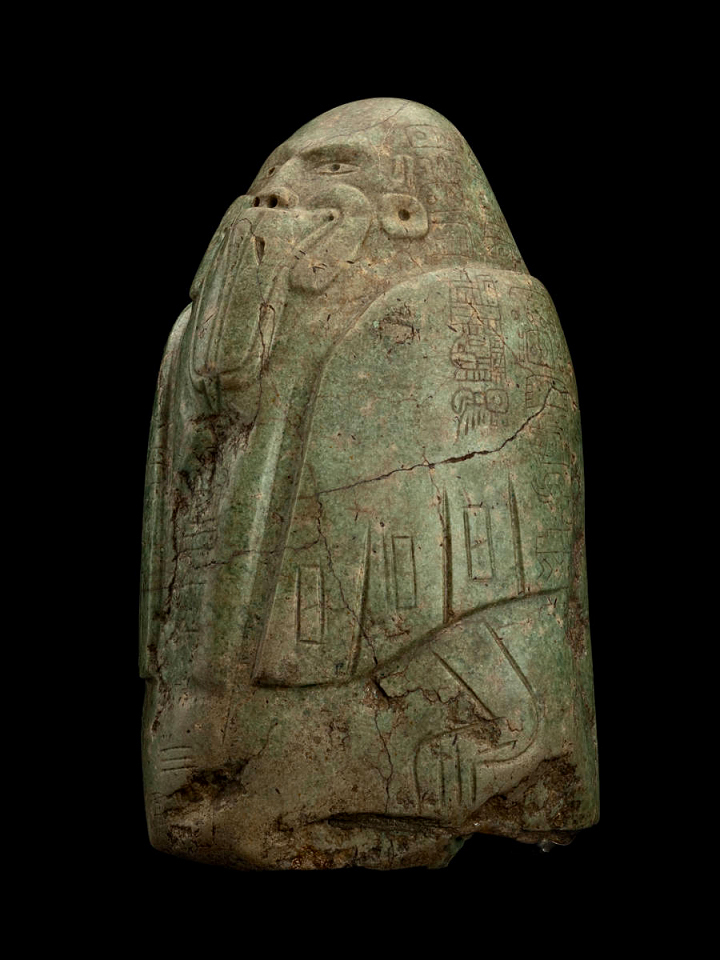
Tuxtla تمثال صغير
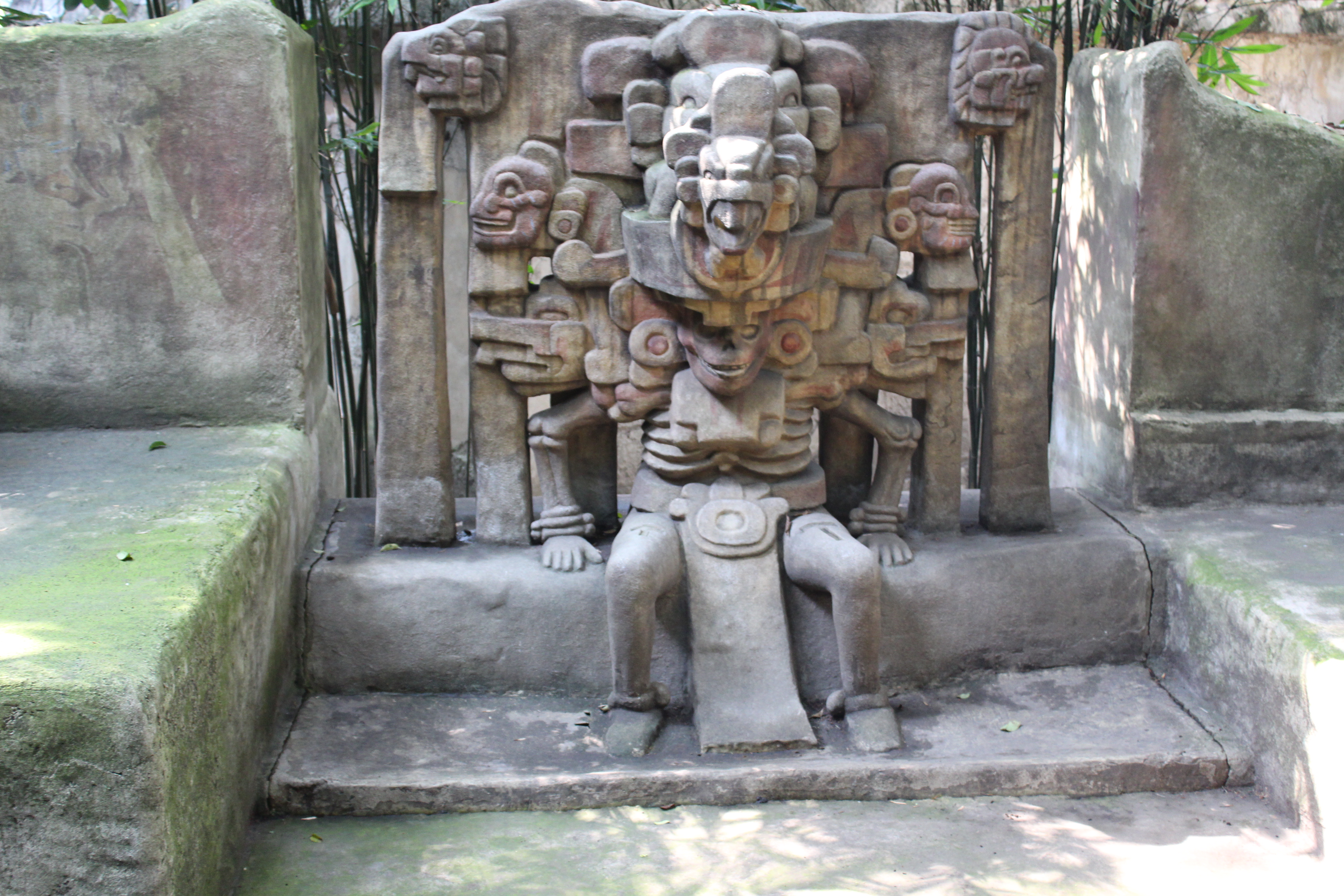
استنساخ نحت Mictlantecuhtli في الموقع الأثري El Zapotal
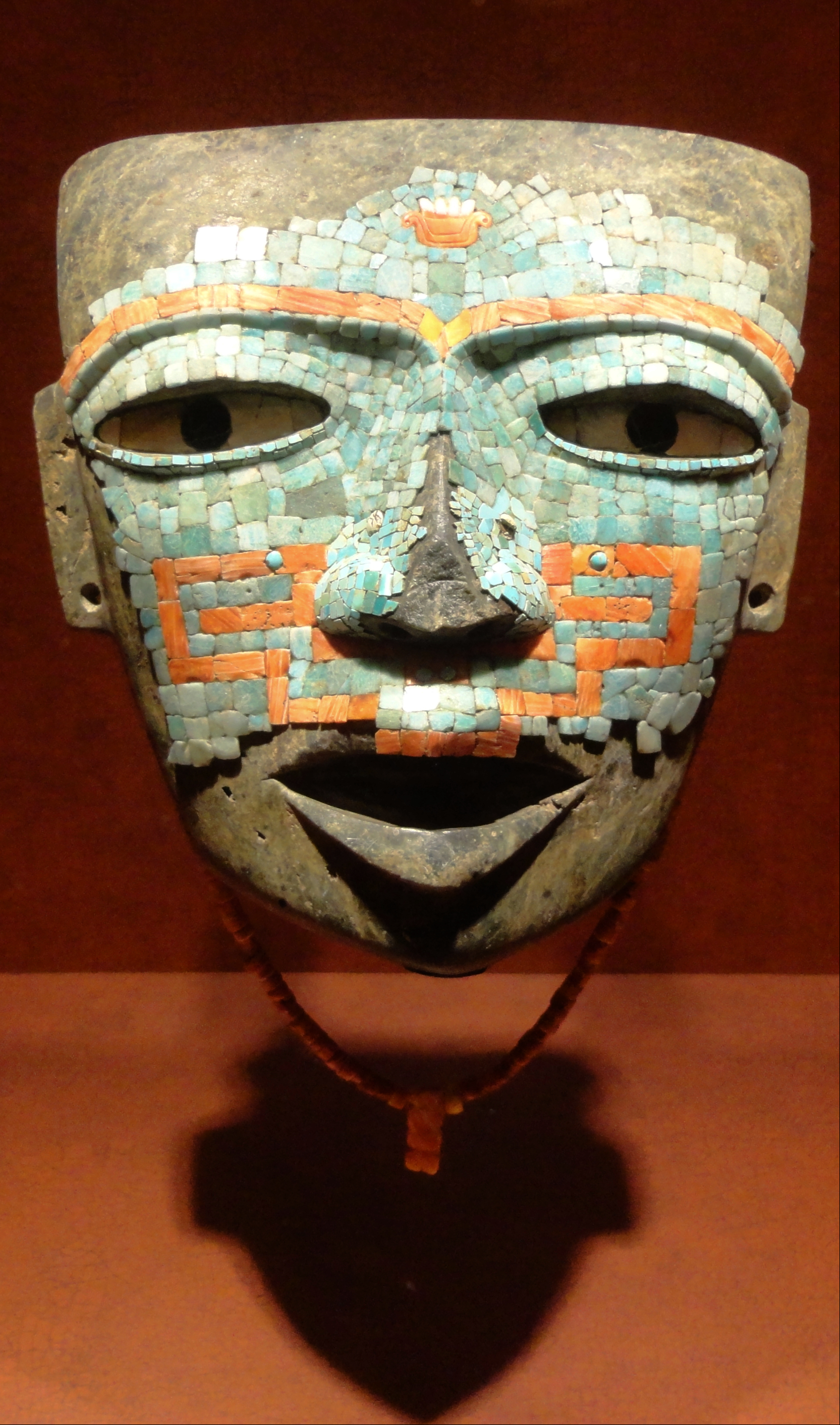
قناع Malinaltepec

## وصلات خارجية
- الموقع الرسمي
- موقع INAH